# Sinagoga din Șimleu Silvaniei

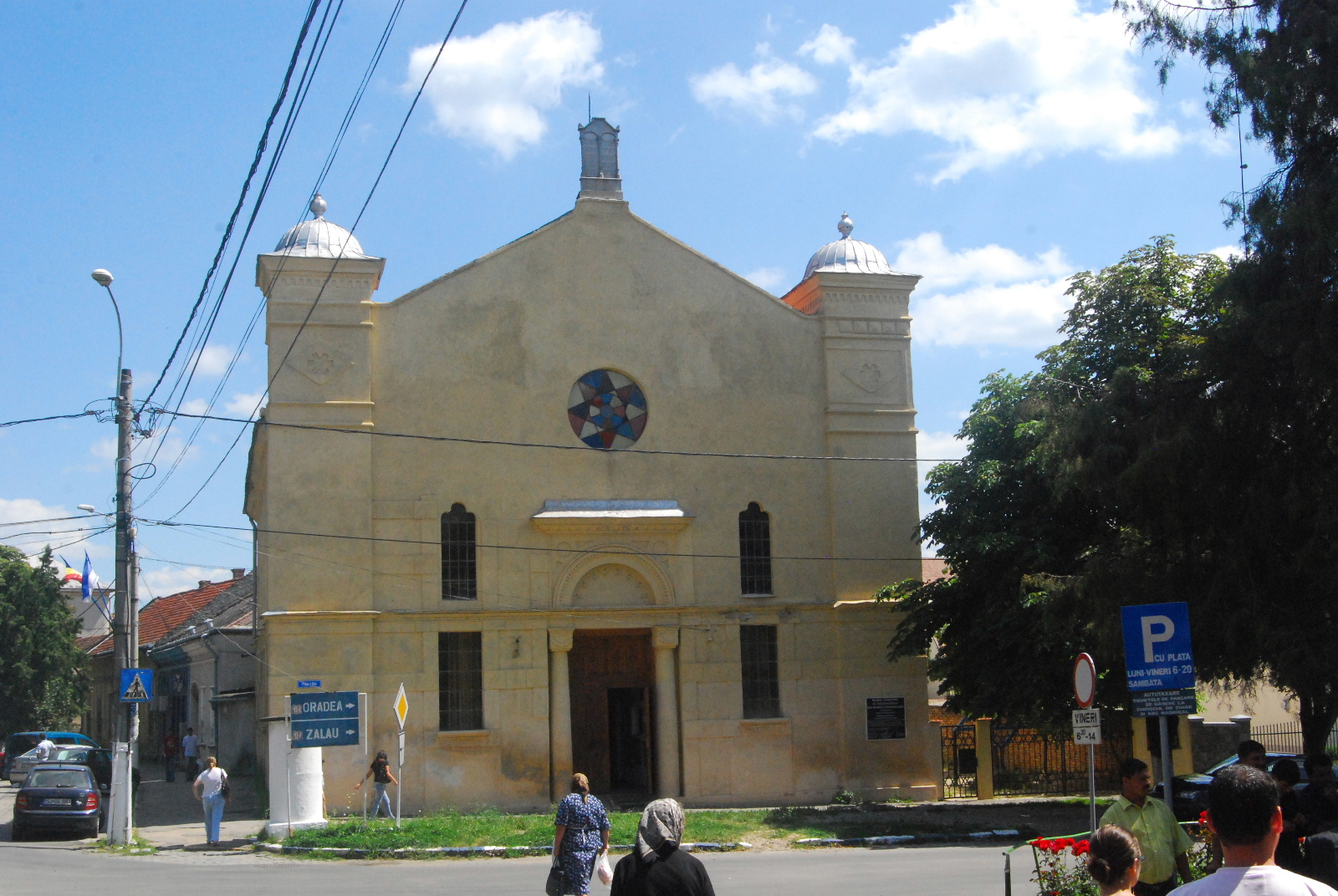
Sinagoga din Șimleu Silvaniei

Sinagoga din Șimleu Silvaniei este un lăcaș de cult evreiesc din orașul Șimleu Silvaniei (județul Sălaj), localizat pe Str. 1 Mai nr. 6. Ea a fost construită în anul 1876. 
La 11 septembrie 2005 în clădirea sinagogii din Șimleul Silvaniei a fost inaugurat Muzeul Memorial al Holocaustului din Transilvania de Nord.
Sinagoga din Șimleu Silvaniei a fost inclusă pe Lista monumentelor istorice din județul Sălaj din anul 2015, având codul de clasificare  SJ-II-m-B-05125 .

## Istoric
Sinagoga veche din Șimleu Silvaniei a fost construită în anul 1876 de comunitatea evreiască din localitate. Timp de mai mulți ani, sinagoga a fost folosită de locuitorii din așezările învecinate, cum ar fi Giurtelecu Șimleului, Nușfalău și altele. 
În lunile mai și iunie ale anului 1944 populația evreiască din zona Șimleului a fost forțată să-și părăsească locuințele, fiind dusă în ghetoul de la Cehei, de unde a fost îmbarcată în vagoane de animale și transportată la Auschwitz-Birkenau. Peste 160.000 evrei din regiune au pierit acolo . Din cei câțiva evrei care au supraviețuit Holocaustului și au rămas în România, ultima familie evreiască a emigrat din regiune la mijlocul anilor '60 ai secolului al XX-lea, în timpul regimului comunist. Exodul membrilor comunității a dus la abandonarea sinagogii, care a început să se ruineze.
La sugestia Mihaelei Gross, secretarul Asociației Memoriale "Hebraica" din Nușfalău, arhitectul Adam Aaron Wapniak, originar din Brooklyn, a realizat un proiect de restaurare a sinagogii abandonate după o vizită făcută aici în anul 2003 . Acest proiect a trezit interesul medicului Alexander Hecht din New York, fiu al unor supraviețuitori ai Holocaustului, Zoltan și Ștefania Hecht, originari din Nușfalău. Au fost înființate Jewish Architectural Heritage Foundation din America, condusă de Adam Wapniak și Alexander Hecht, respectiv Asociația Memorială "Hebraica" Nușfalău, al cărei președinte este Gheorghe Gross. Cele două asociații au semnat un contract de comodat cu Federația Comunităților Evreiești din România, prin care clădirea sinagogii a trecut în gestiunea Asociației Memoriale din Nușfalău, pentru gestionarea lucrărilor și înființarea unui centru multicultural. 
Cele două organizații au lansat o campanie puternică de strângere de fonduri pentru finalizarea construcției și de creare a unei institut de învățământ. Muzeul funcționează acum ca un centru de învățământ și resursă esențială pentru Educație Holocaustului în regiune. Elevilor și studenților le sunt oferite zilnic vizite ghidate. Piesa centrală a muzeului este sinagoga construită în 1876 . În anul 2004 au început lucrările de restaurare ale sinagogii, fiind înlocuit acoperișul și consolidându-se clădirea. 
La data de 11 septembrie 2005 a avut loc ceremonia de deschidere a Muzeului Memorial al Holocaustului din Transilvania de Nord în clădirea sinagogii din Șimleul Silvaniei, sub administrarea Jewish Architectural Heritage Foundation din New York și a Asociația Memorială "Hebraica" Nușfalău. 
În lista sinagogilor din România publicată în lucrarea Seventy years of existence. Six hundred years of Jewish life in Romania. Forty years of partnership FEDROM – JOINT, editată de Federația Comunităților Evreiești din România în anul 2008, se preciza că Sinagoga din Șimleu Silvaniei nu mai era în funcțiune. 

## Educarea populației cu privire la Holocaust
În timpul regimului comunism, istoria oficială a României a afirmat că germanii au fost singurii autori ai Holocaustului, ignorând astfel rolul guvernului român în deportarea a sute de mii de evrei și zeci de mii de rromi (țigani) din România în cel de-al doilea război mondial. După căderea regimului comunist în 1989, fostul Conducător al Statului, generalul Ion Antonescu, a fost salutat ca un erou de unii români, ridicându-i-se monumente în întreaga țară în cinstea sa  . 
După 15 ani de eșecuri, în noiembrie 2004, odată cu prezentarea raportului Comisiei Prezidențiale pentru Studierea Holocaustului în România (cunoscută și drept Comisia Wiesel), statul român a recunoscut în cele din urmă printr-o poziție oficială dimensiunile complete ale Holocaustului din România. Autoritățile române au început eforturile de educare a publicului cu privire la Holocaust, interzicându-se de asemenea propaganda pro-nazistă și cultul criminalilor de război. În martie 2005, președintele Traian Băsescu și noul guvern al României, condus de Călin Popescu Tăriceanu și-au asumat un angajament ferm de a pune în aplicare recomandările Comisiei Wiesel cu privire la educarea românilor despre Holocaust și combaterea rasismului în societate .
Astfel, autoritățile române au luat măsuri în vederea punerii în aplicare a unei programe naționale cu privire la studierea Holocaustului. (Cu toate că studierea Holocaustului a fost introdus ca un subiect obligatoriu în pre-curricula universitară din 1998, manualele de istorie au inclus informații contradictorii și adesea inexacte cu privire la acest subiect). Studierea Holocaustului a devenit obligatorie în școlile românești, acoperind un spațiu didactic de 2-4 ore din materialul cu privire la cel de-al doilea război mondial. În anul 2004, istoria Holocaustului a devenit, de asemenea, un curs optional . Conform unui studiu ITF, principalele trei obstacole cu care se confruntă Ministerul Educației și Cercetării (MEC) din România în studierea Holocaustului sunt: lipsa de informare cu privire la subiect, lipsa de diversitate a informațiilor și numărul mic de profesori pregătiți pentru a preda acest subiect .
Această schimbare în politică a deschis drumul Muzeului Memorial al Holocaustului din Transilvania de Nord, de a-și exercita angajamentul de a realiza un program educațional. În cooperare cu Ministerul Educației, la 28 iulie 2006, a fost organizată în cadrul muzeului prima Olimpiadă în Memoria Holocaustului din România . În primăvara anului 2008, Muzeul a inaugurat Centrul Multicultural de Cercetare și Studiere a Holocaustului la Șimleu Silvaniei; acesta este utilizat pentru a găzdui conferințe și seminarii pe această temă, orientate către studenți, profesori și cercetători.

## Fotogalerie

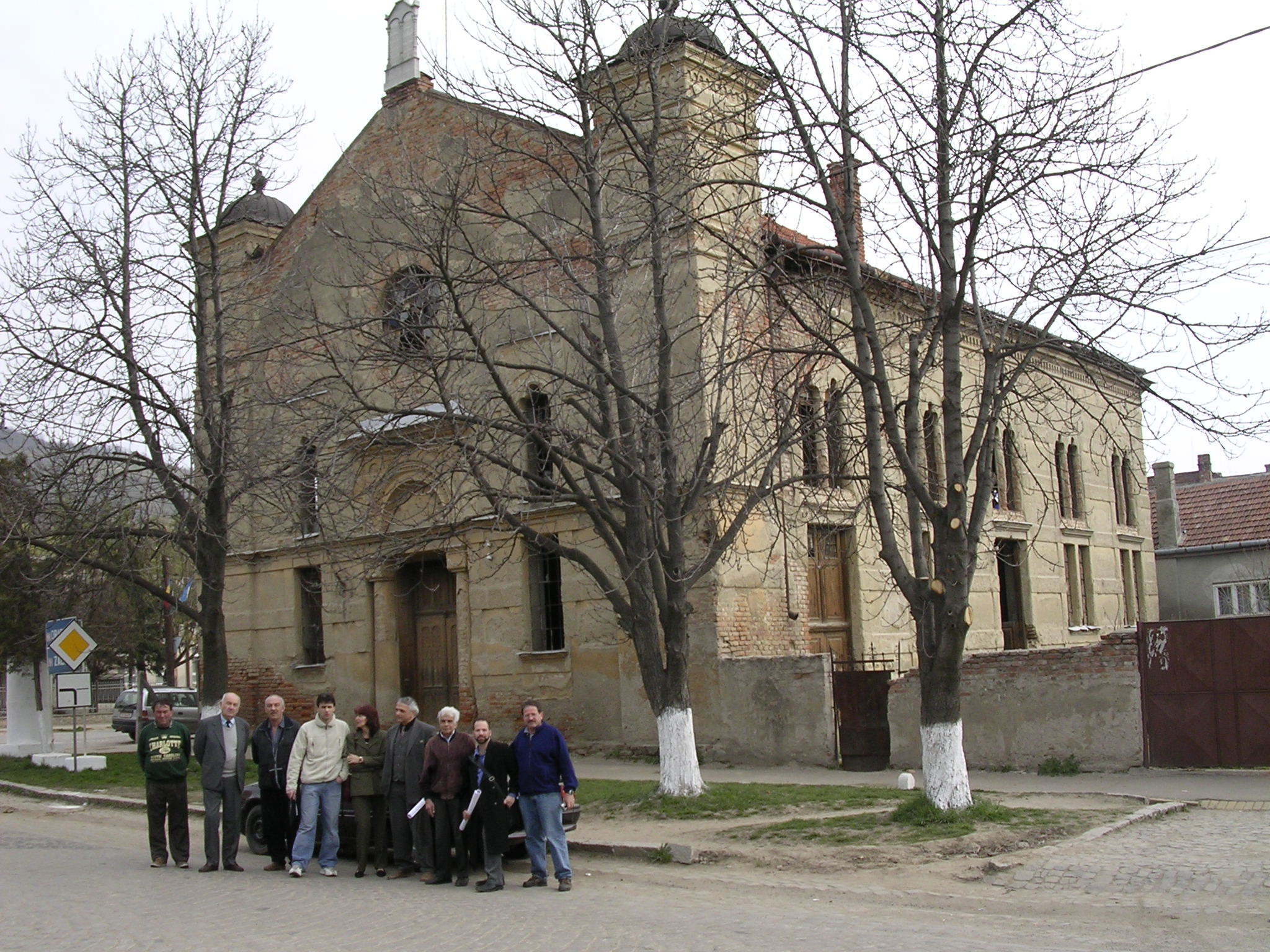
Membrii echipei de restaurare a sinagogii stând în picioare în fața edificiului
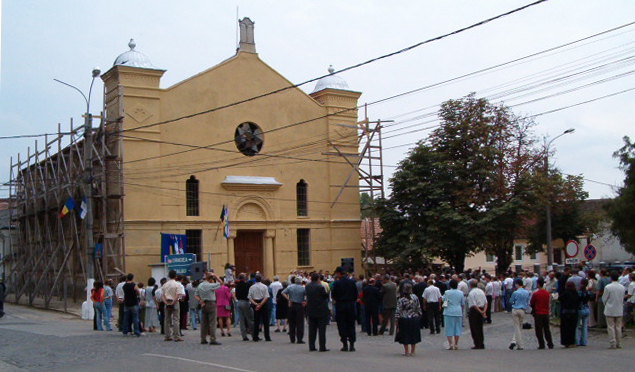
Ceremonia de inaugurare a muzeului la 11 septembrie 2005
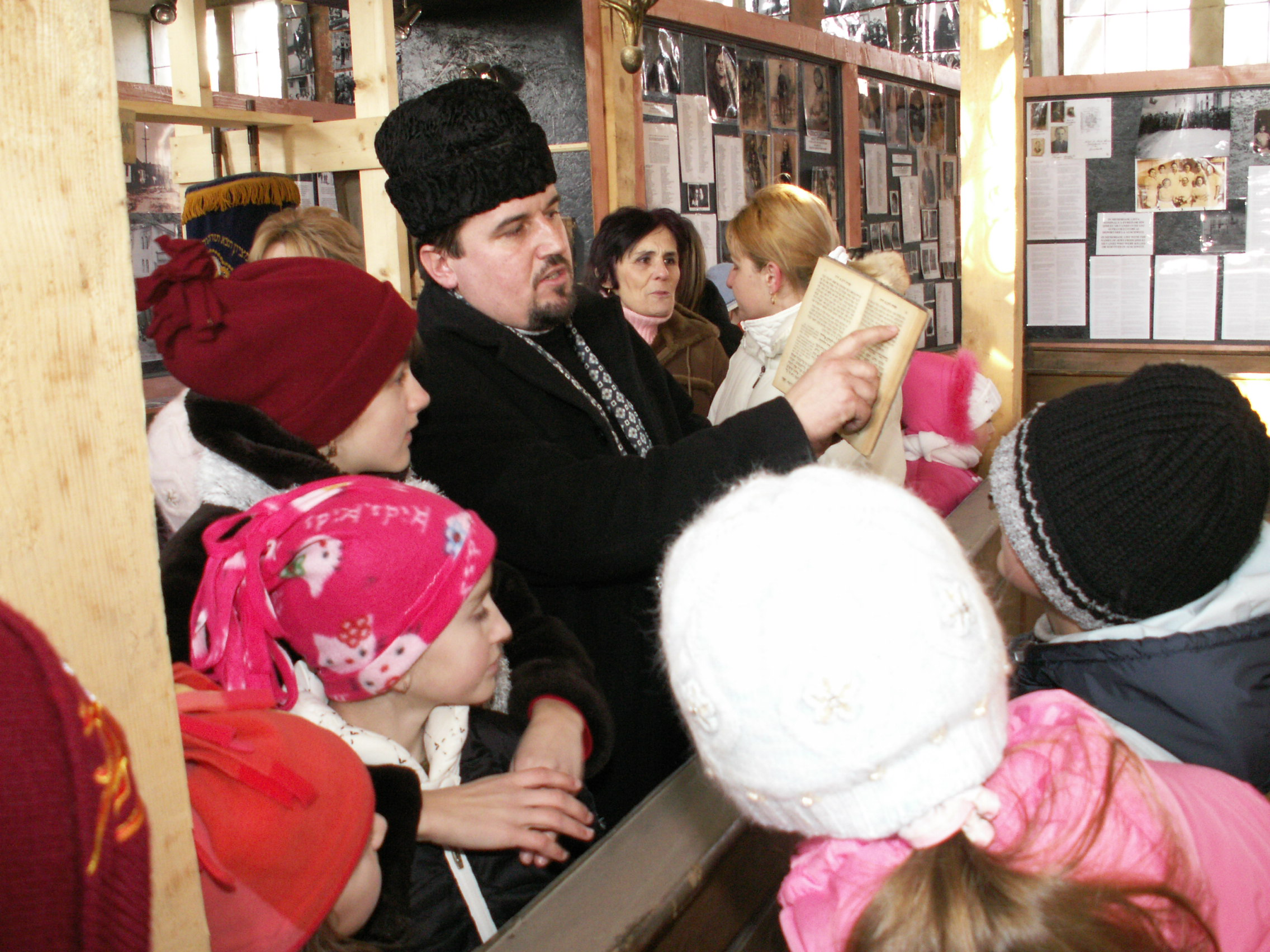
Profesor citindu-le elevilor la Muzeu
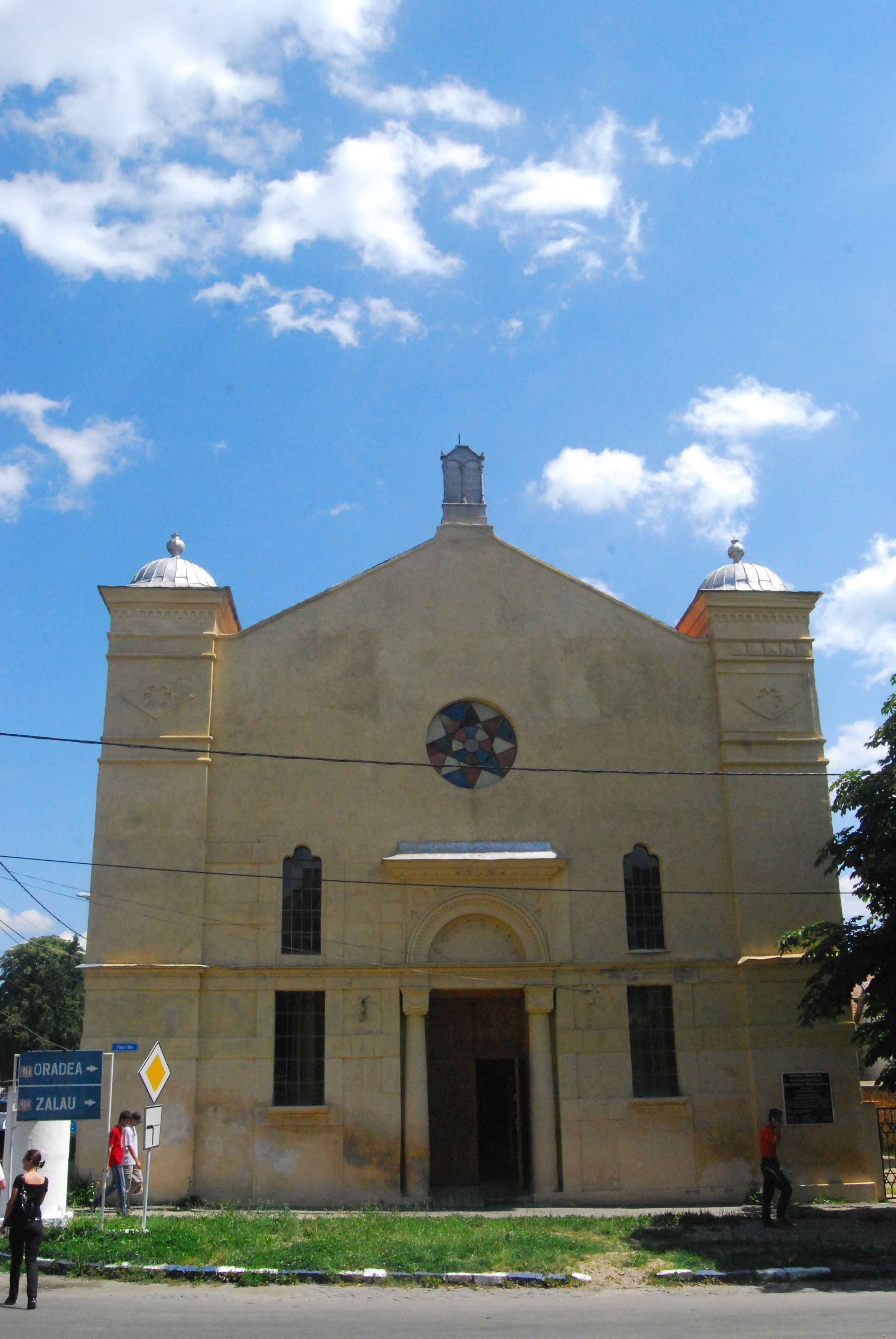
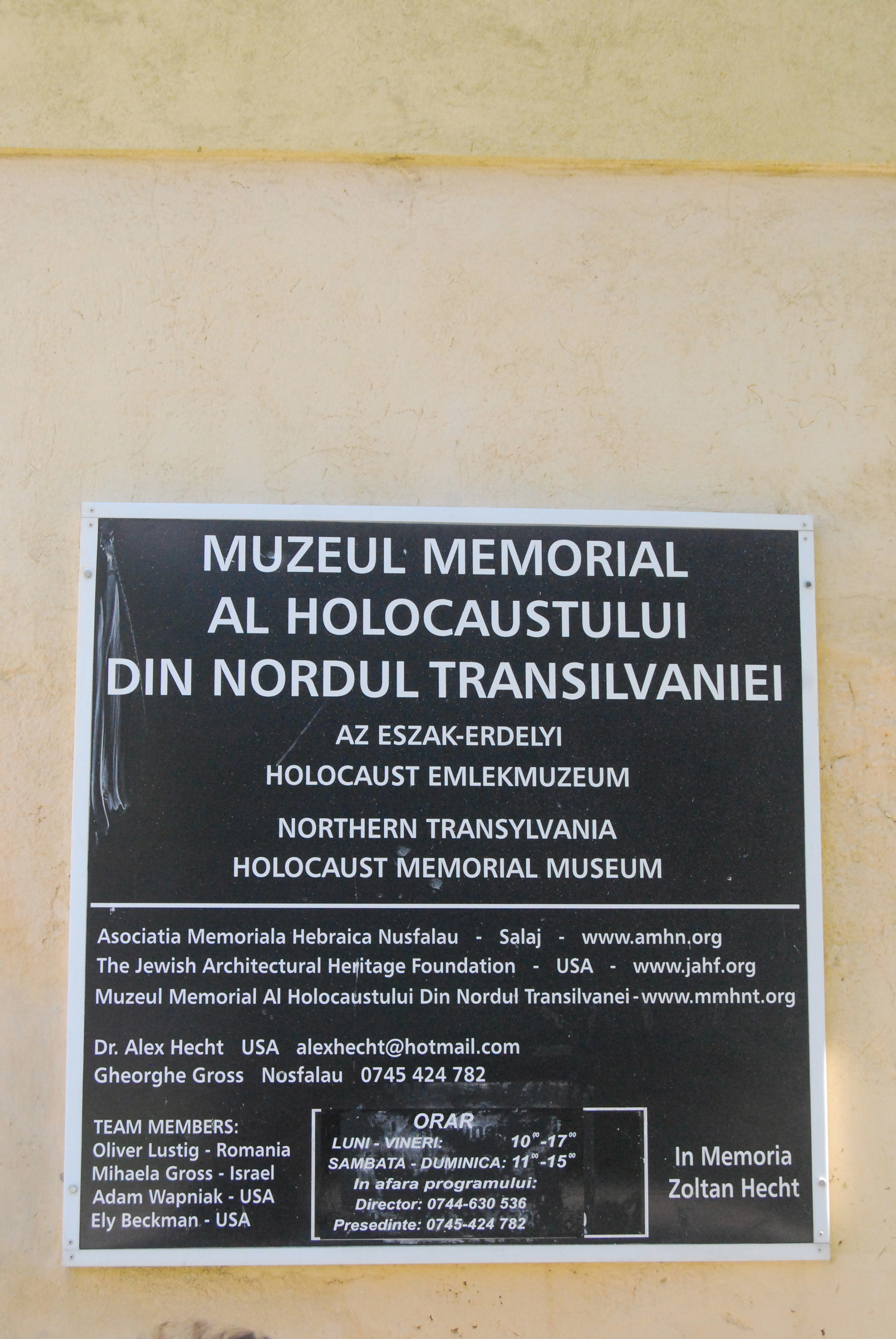
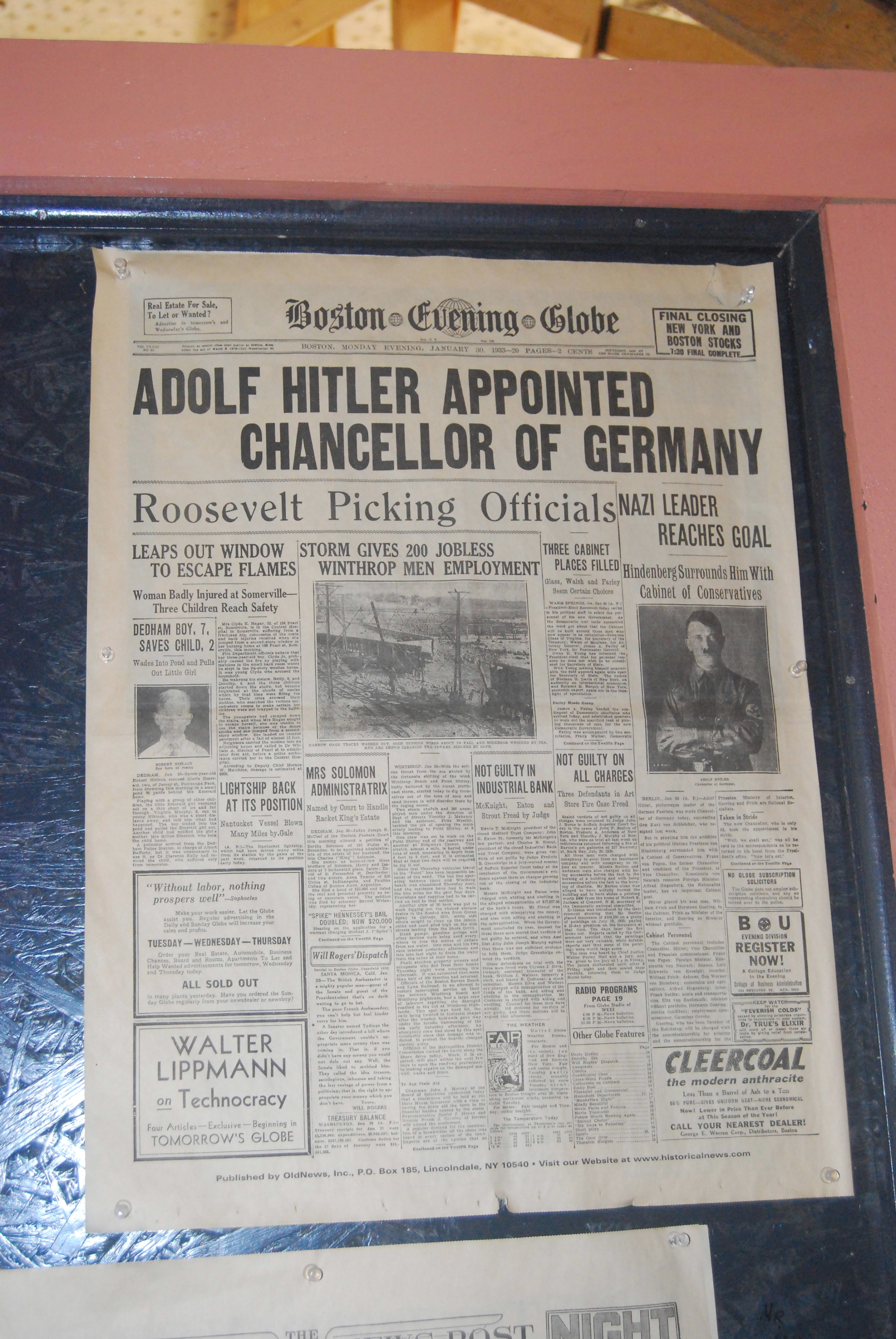
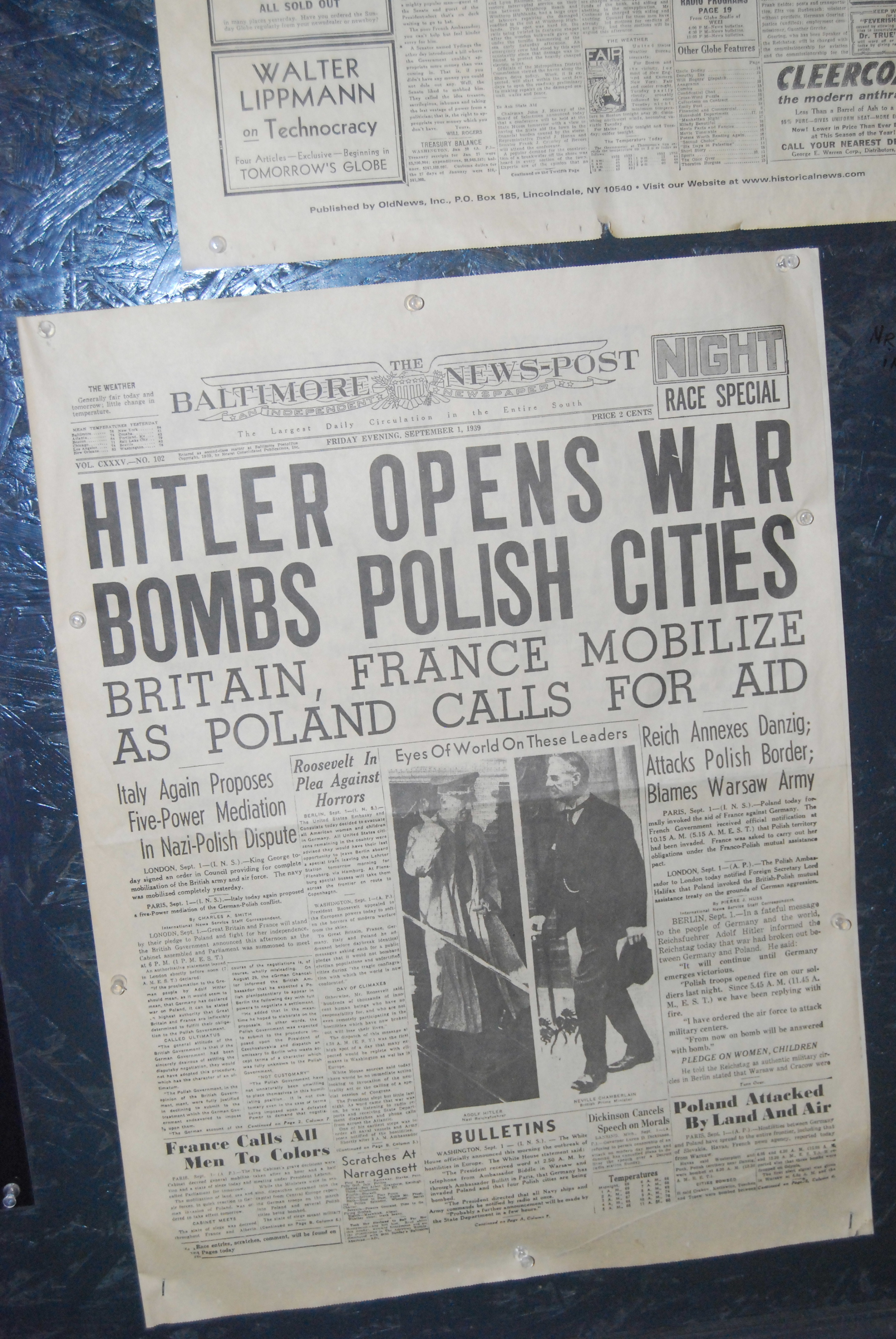
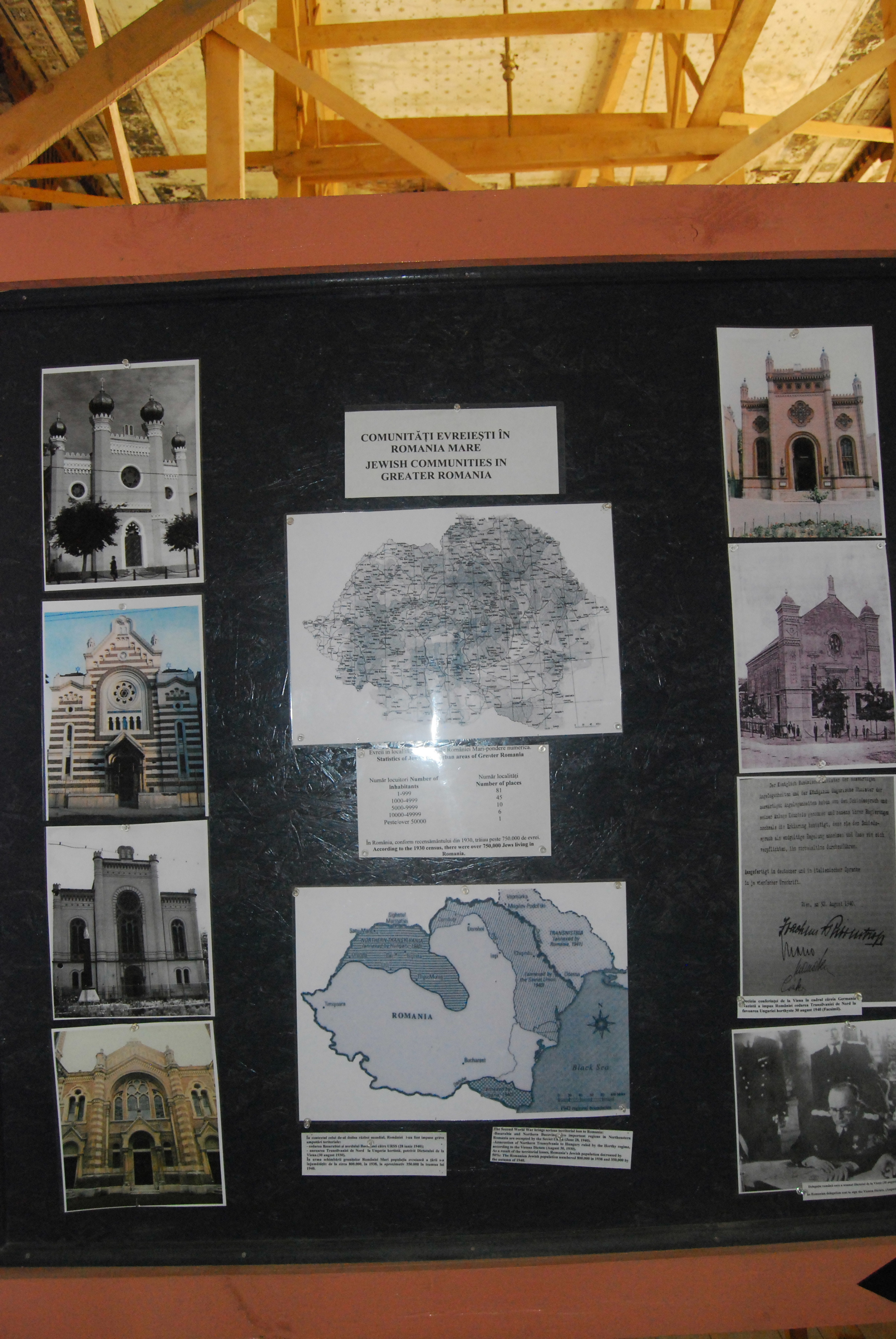
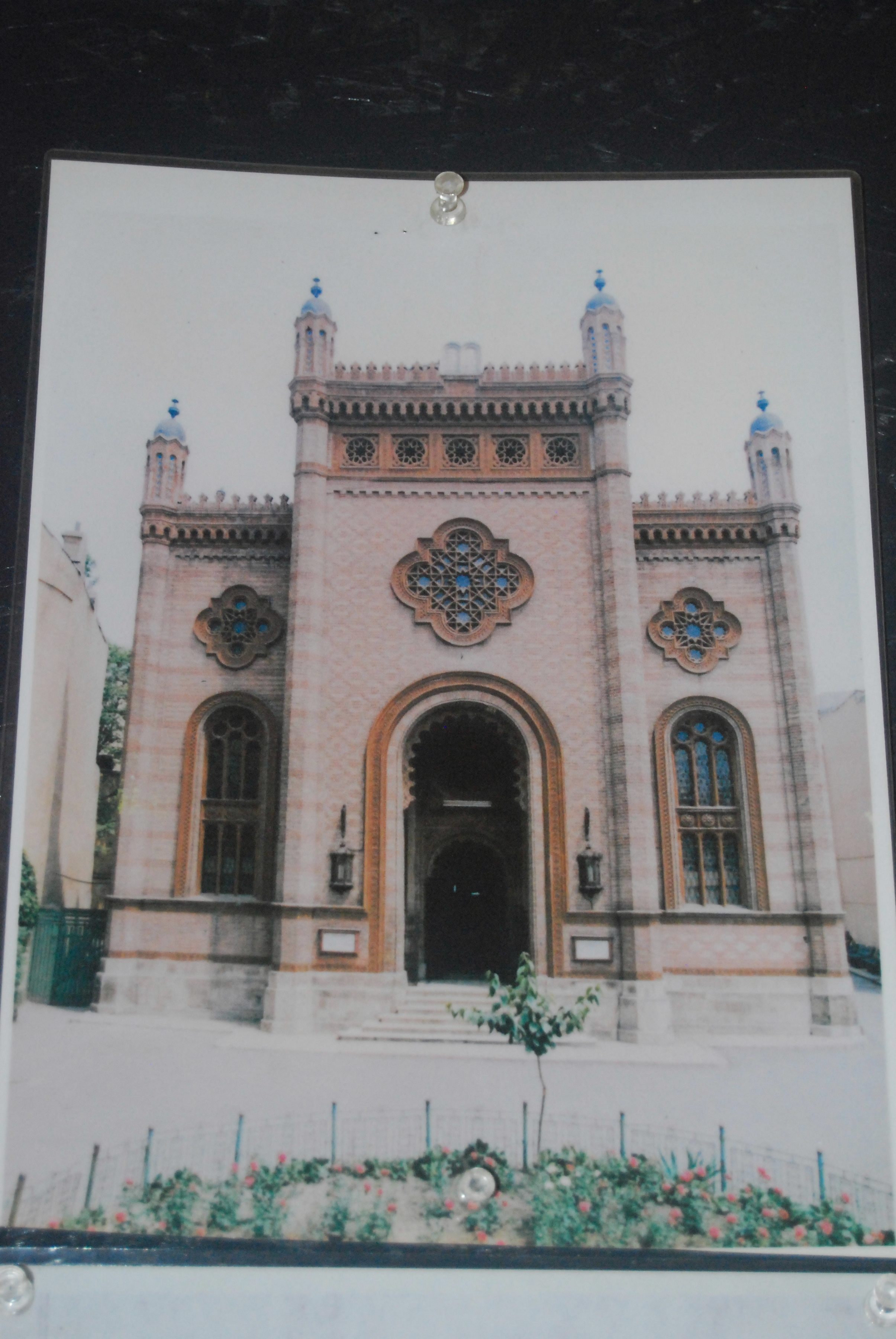
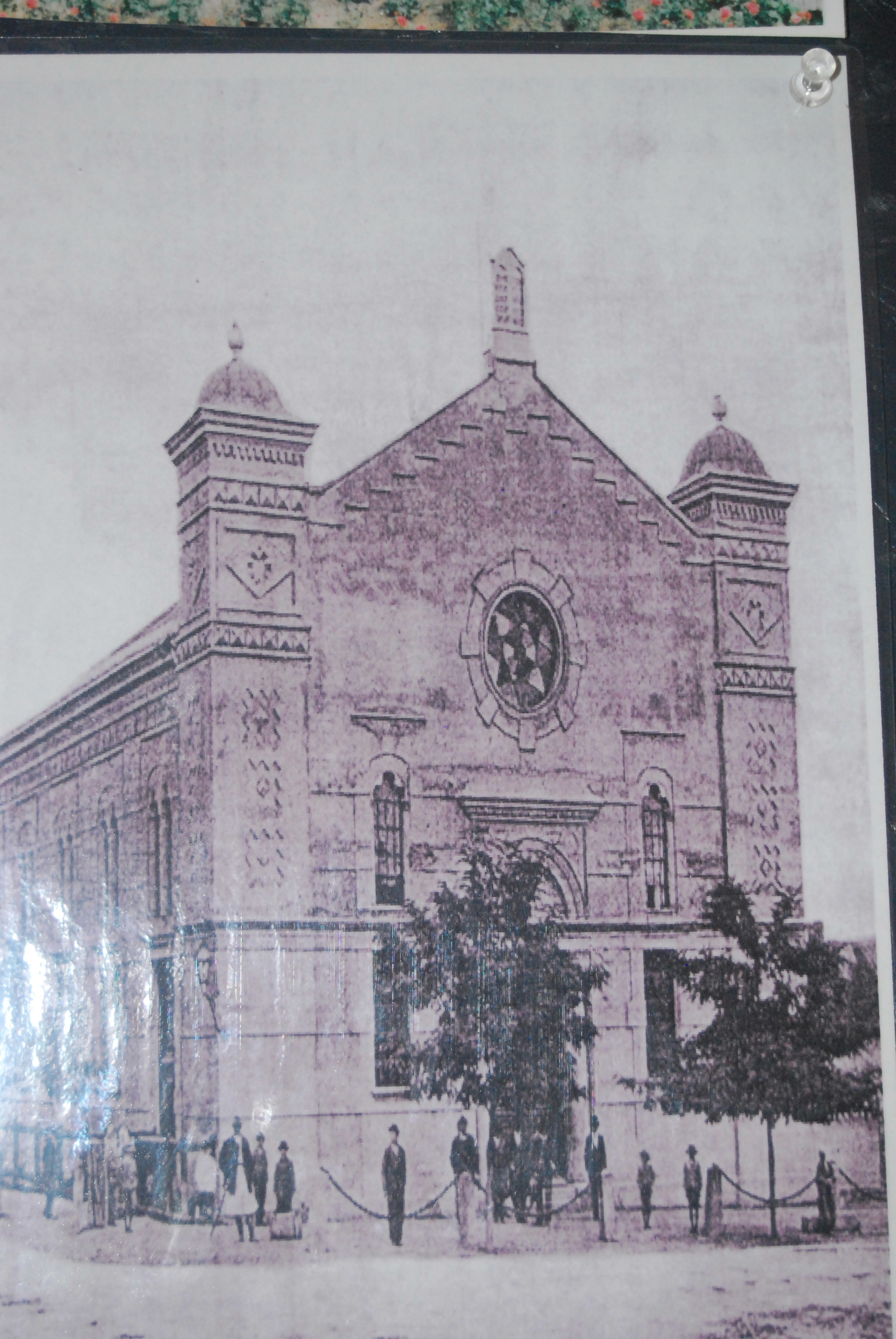
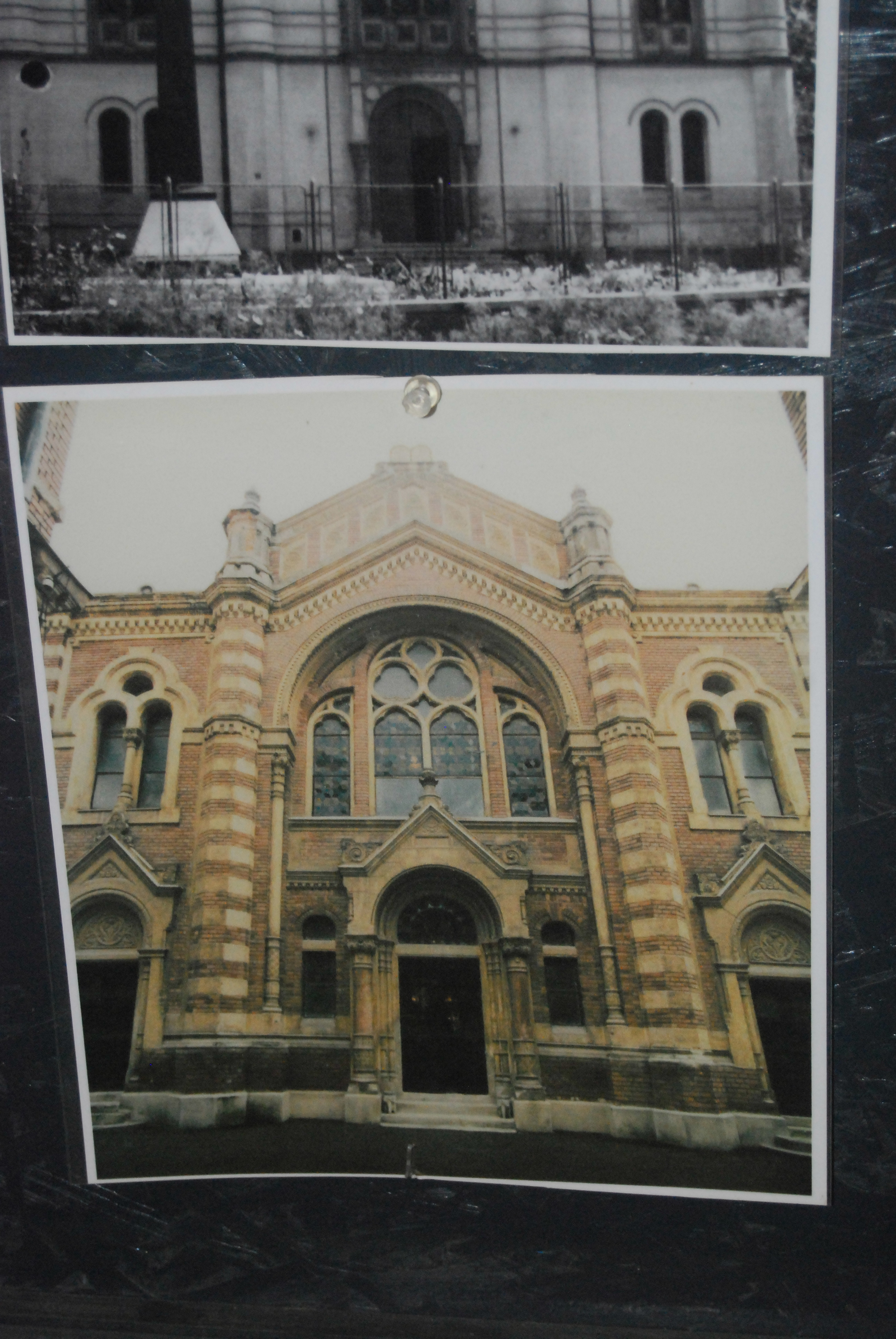
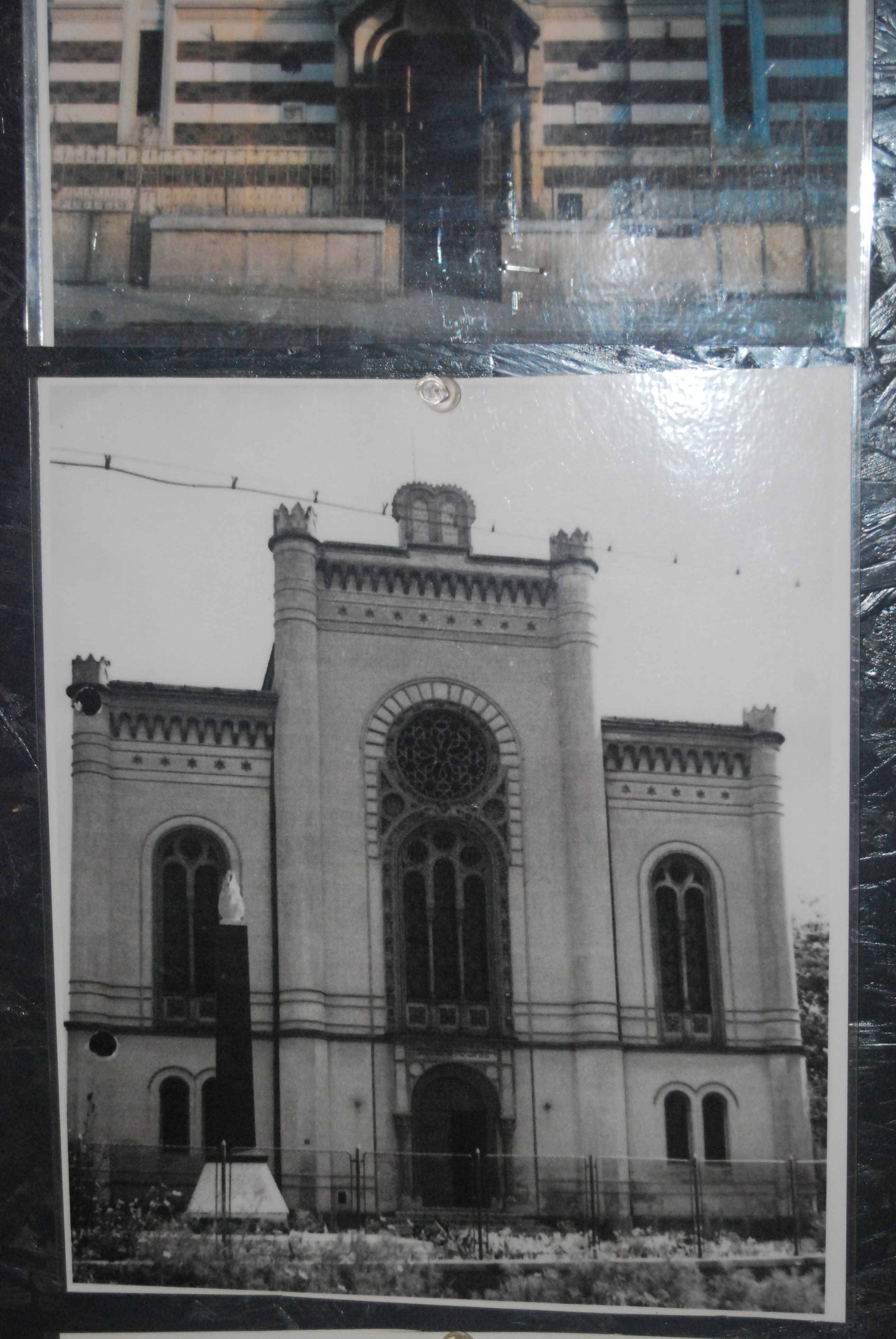
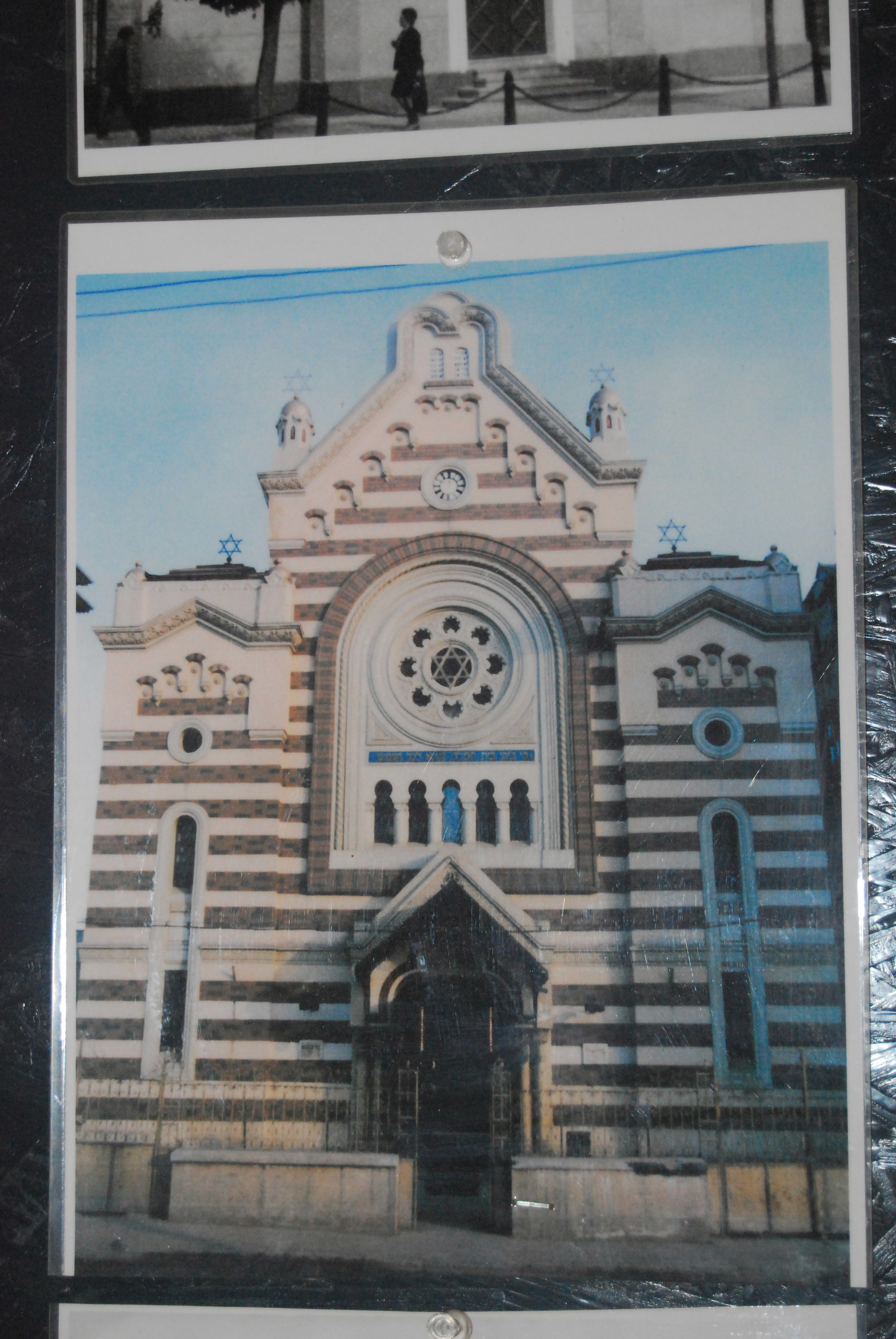
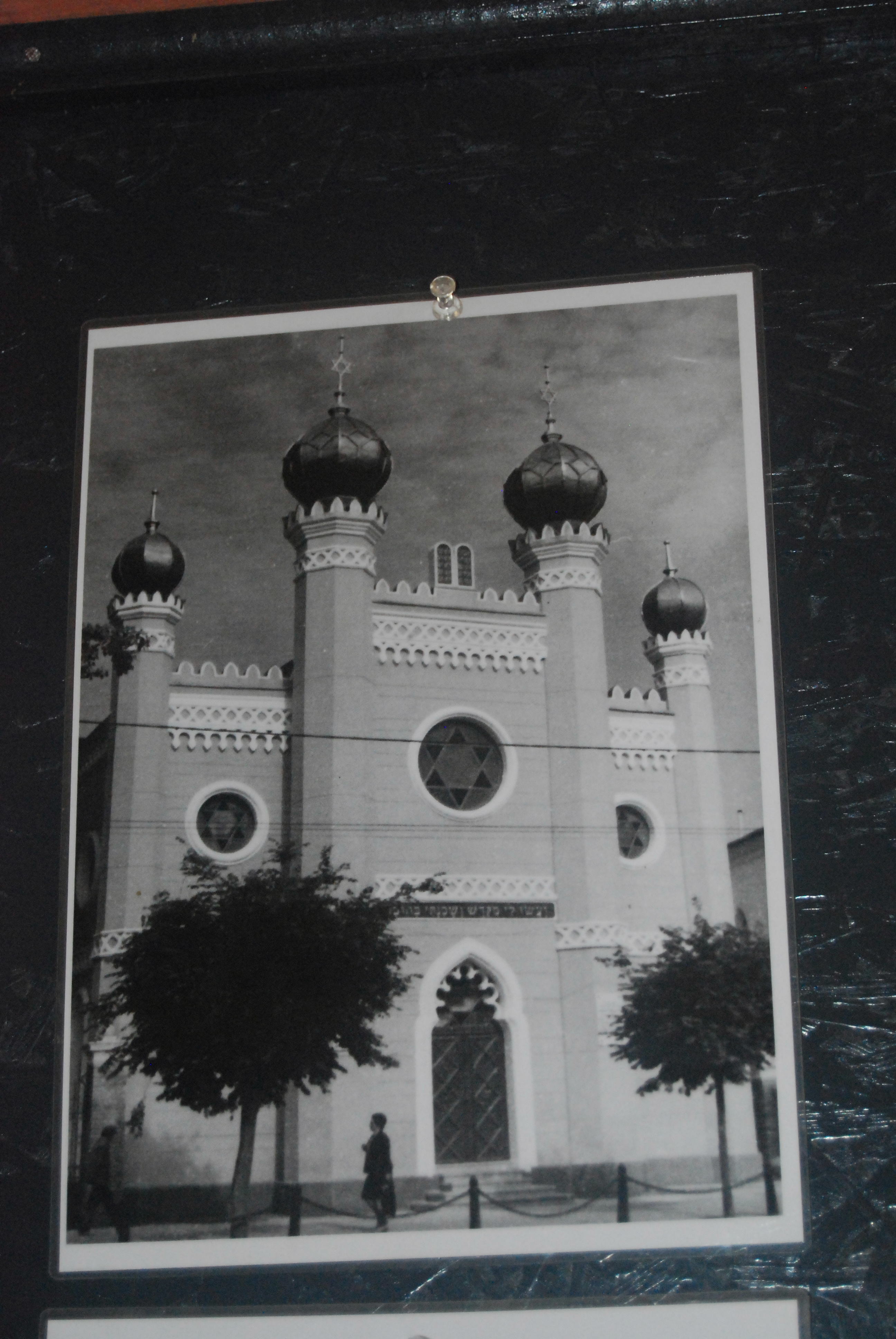
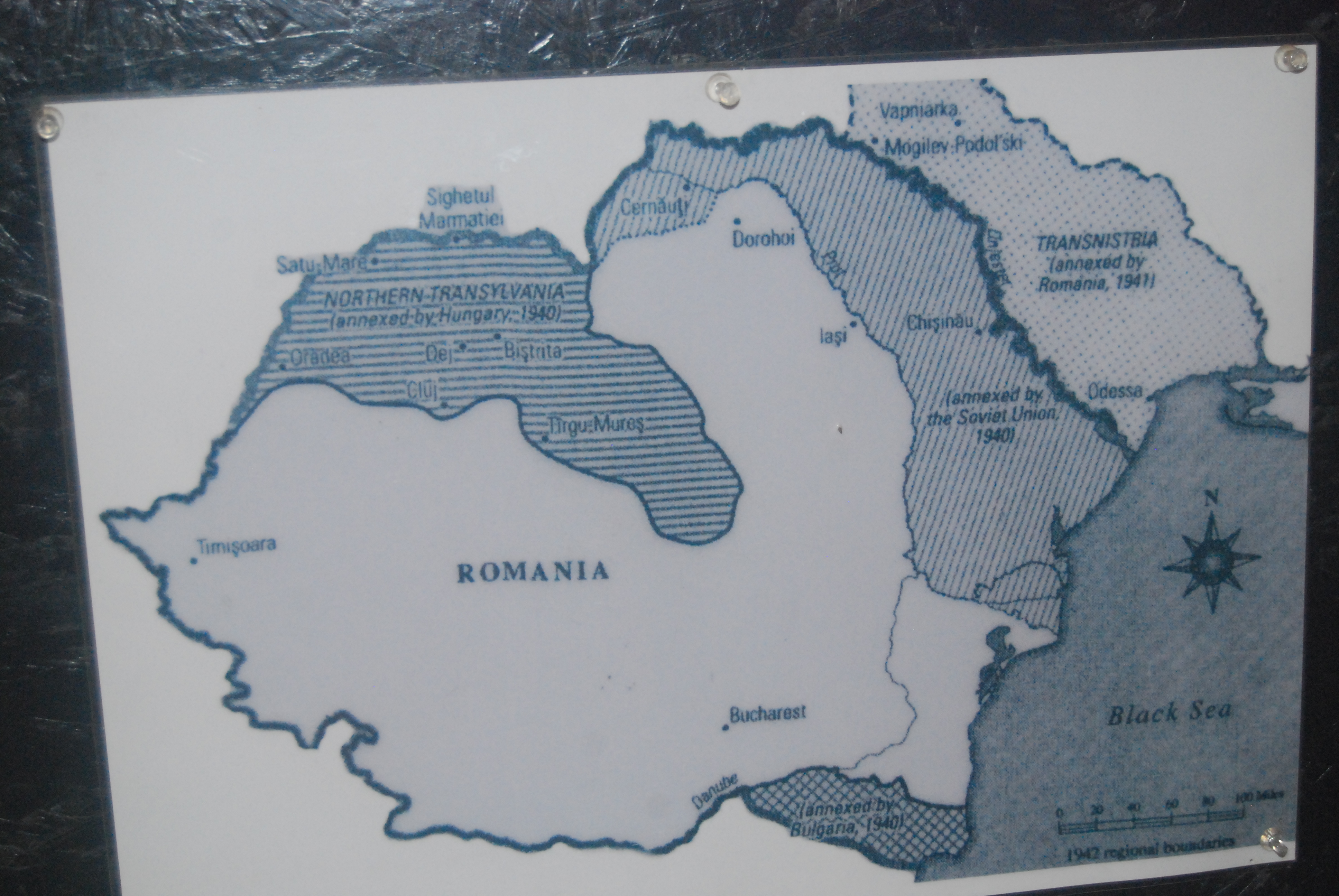
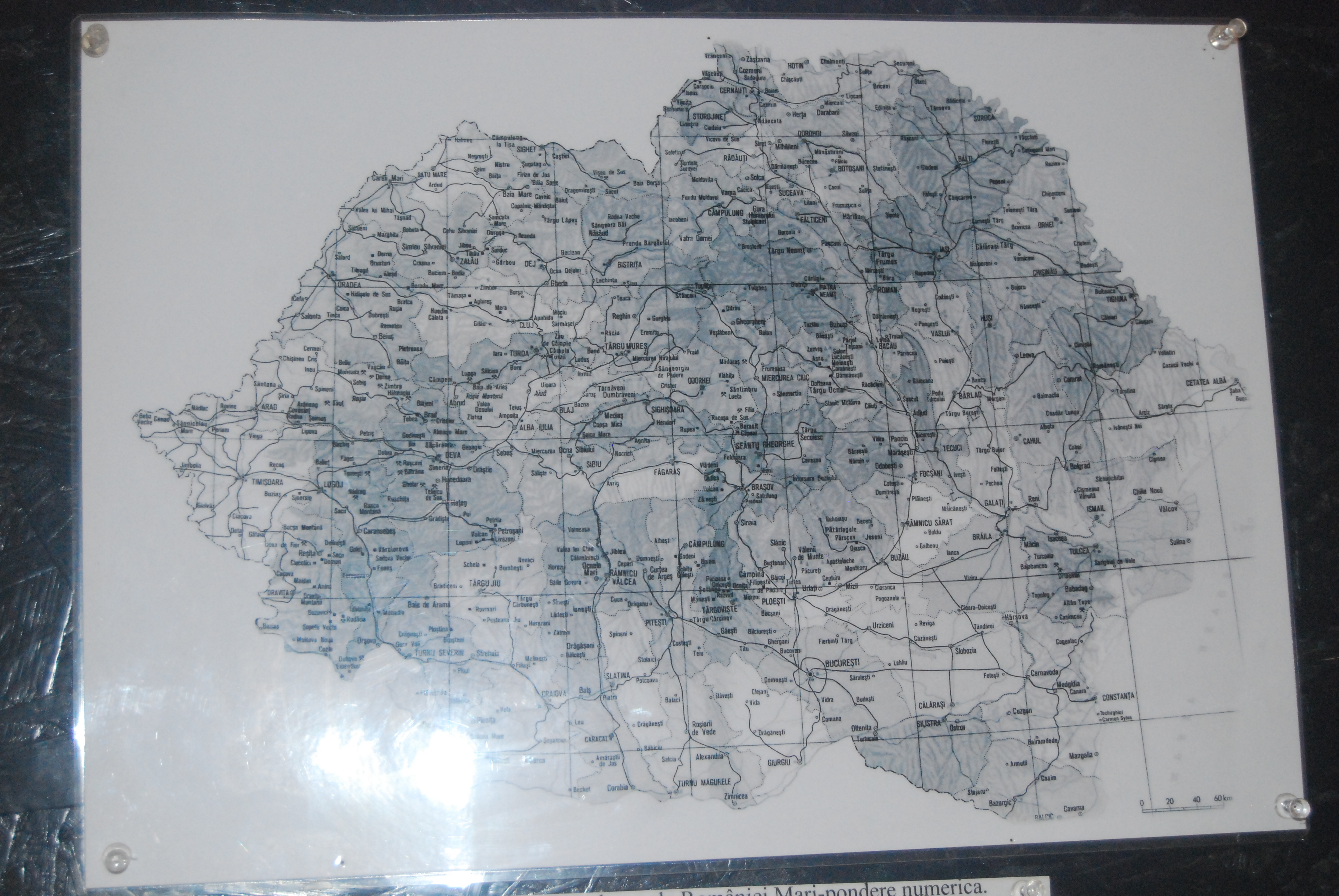
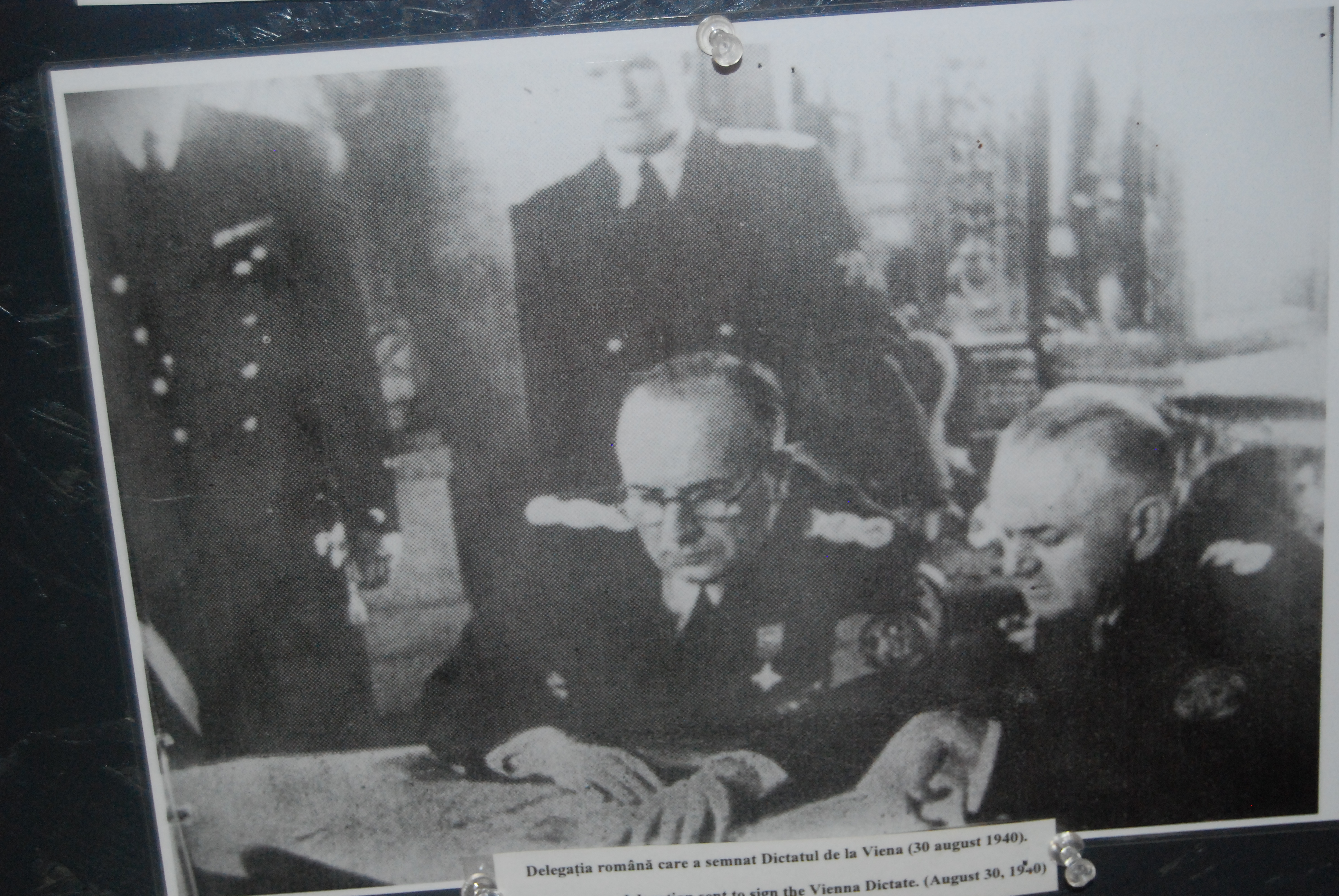
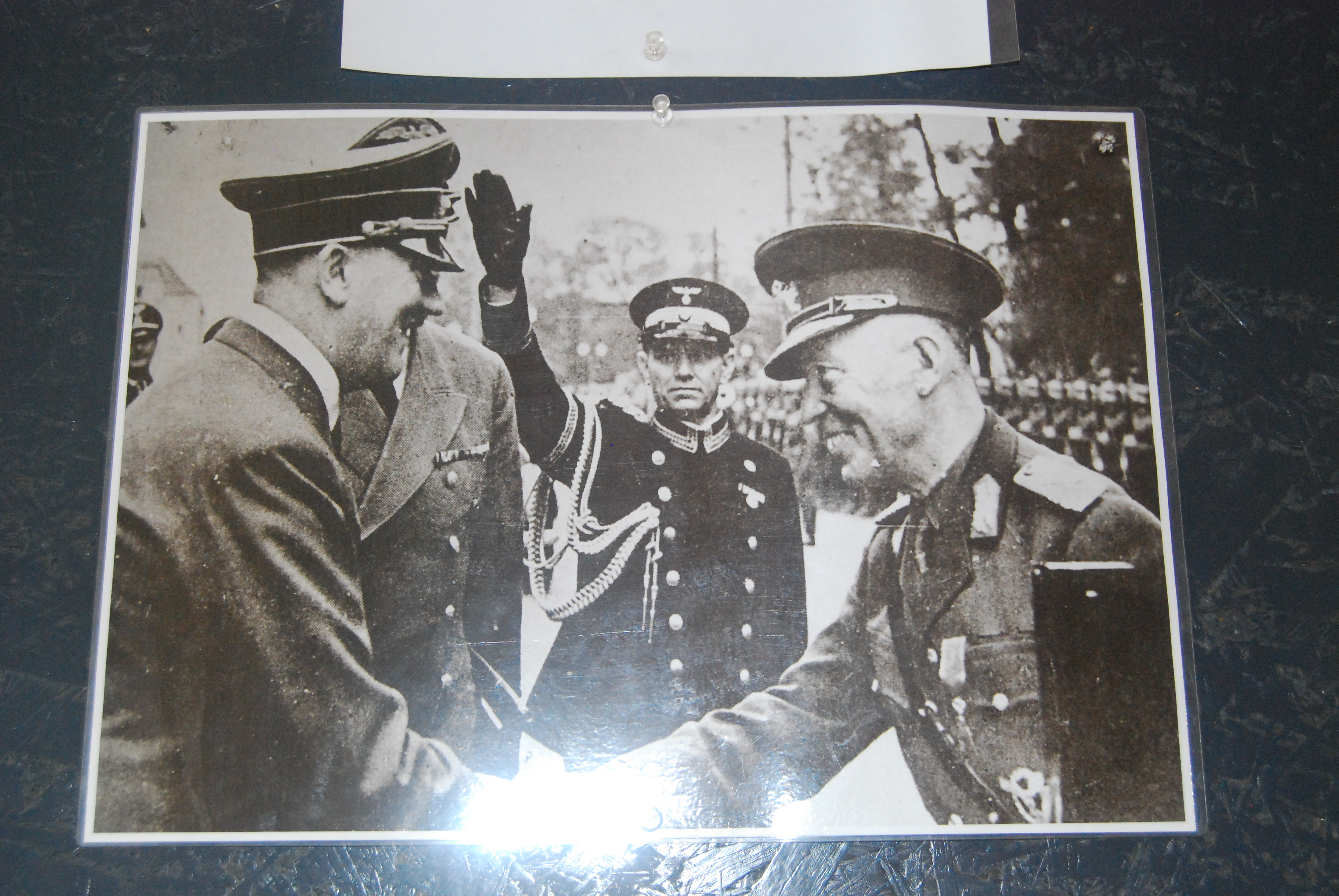
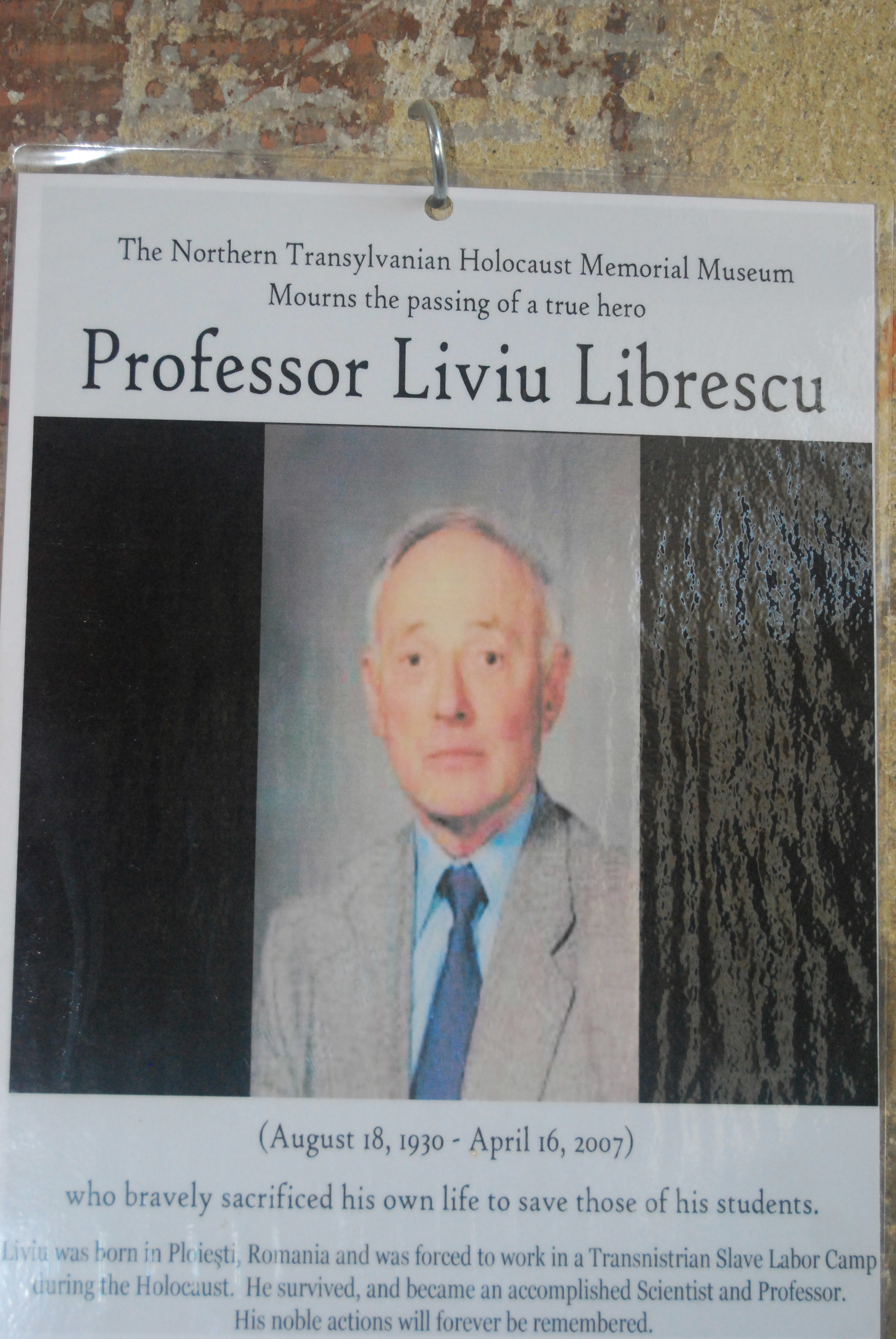
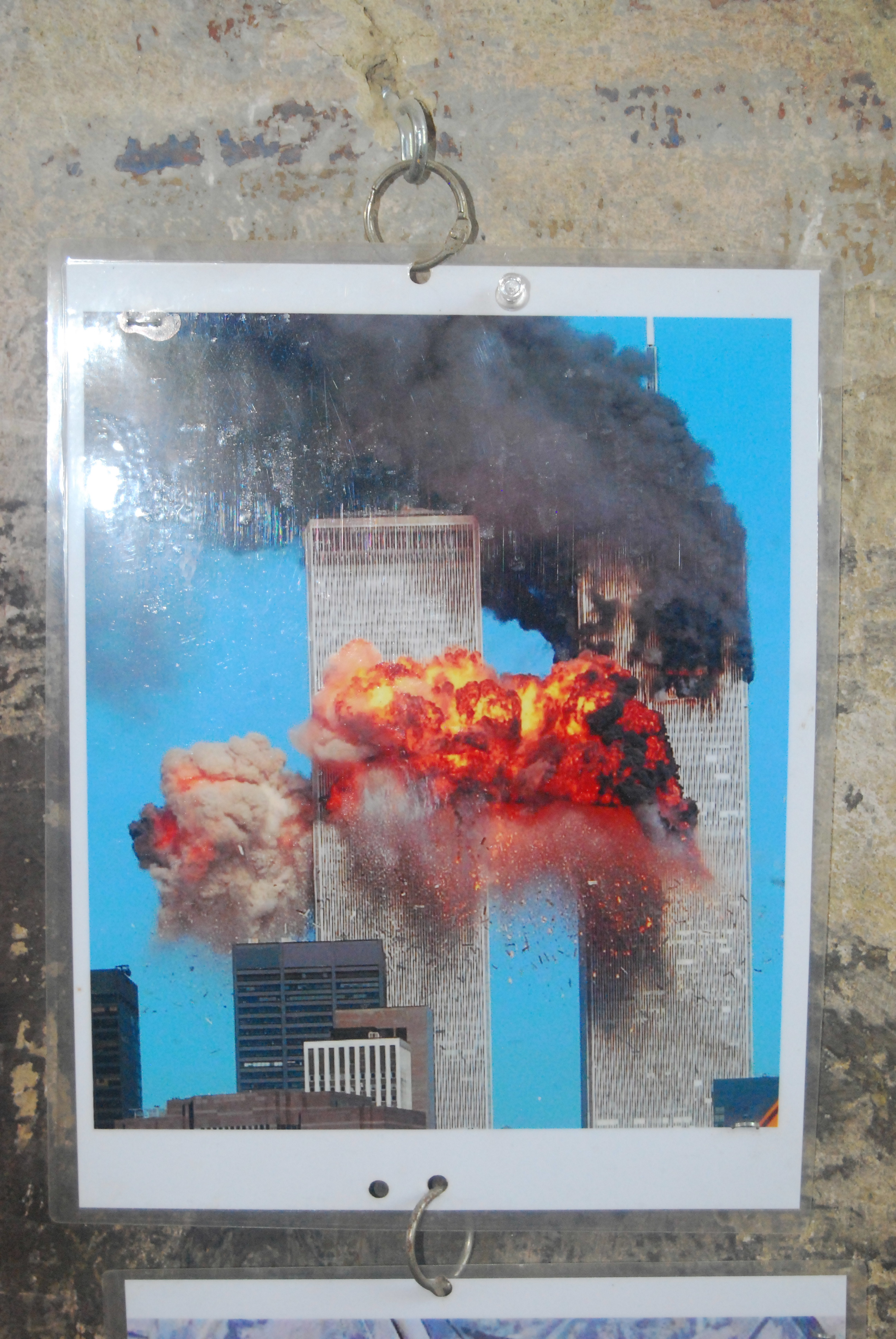
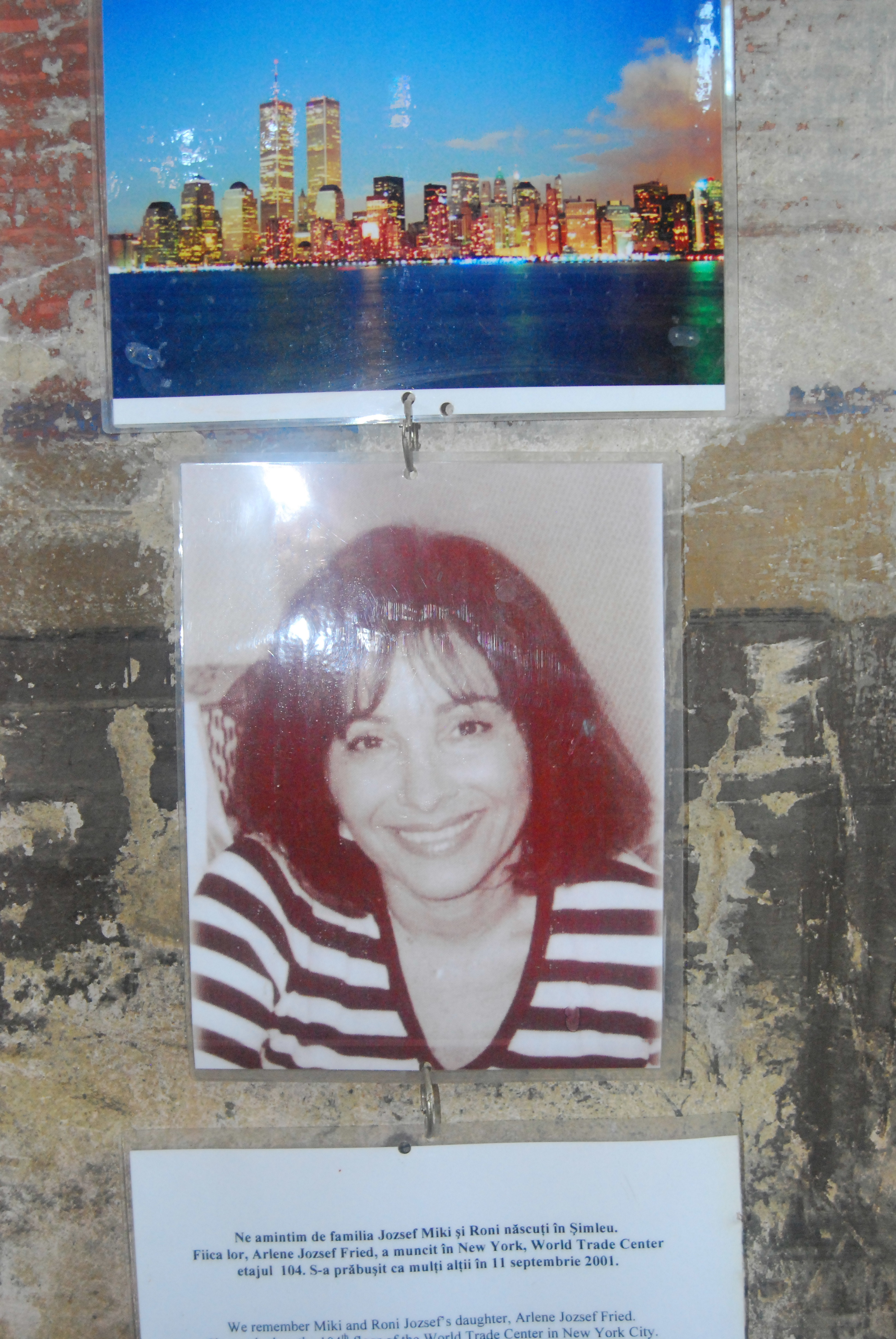
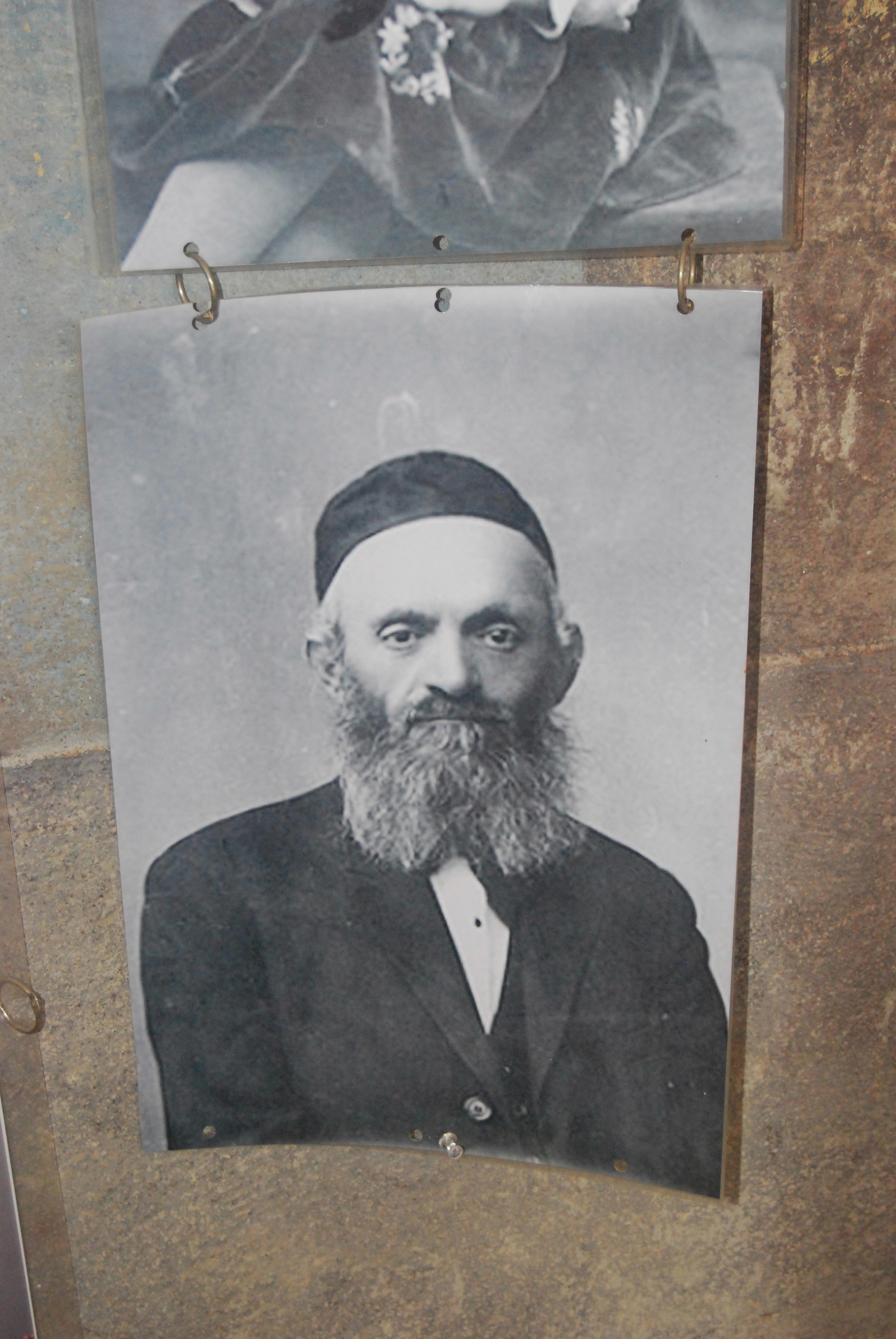
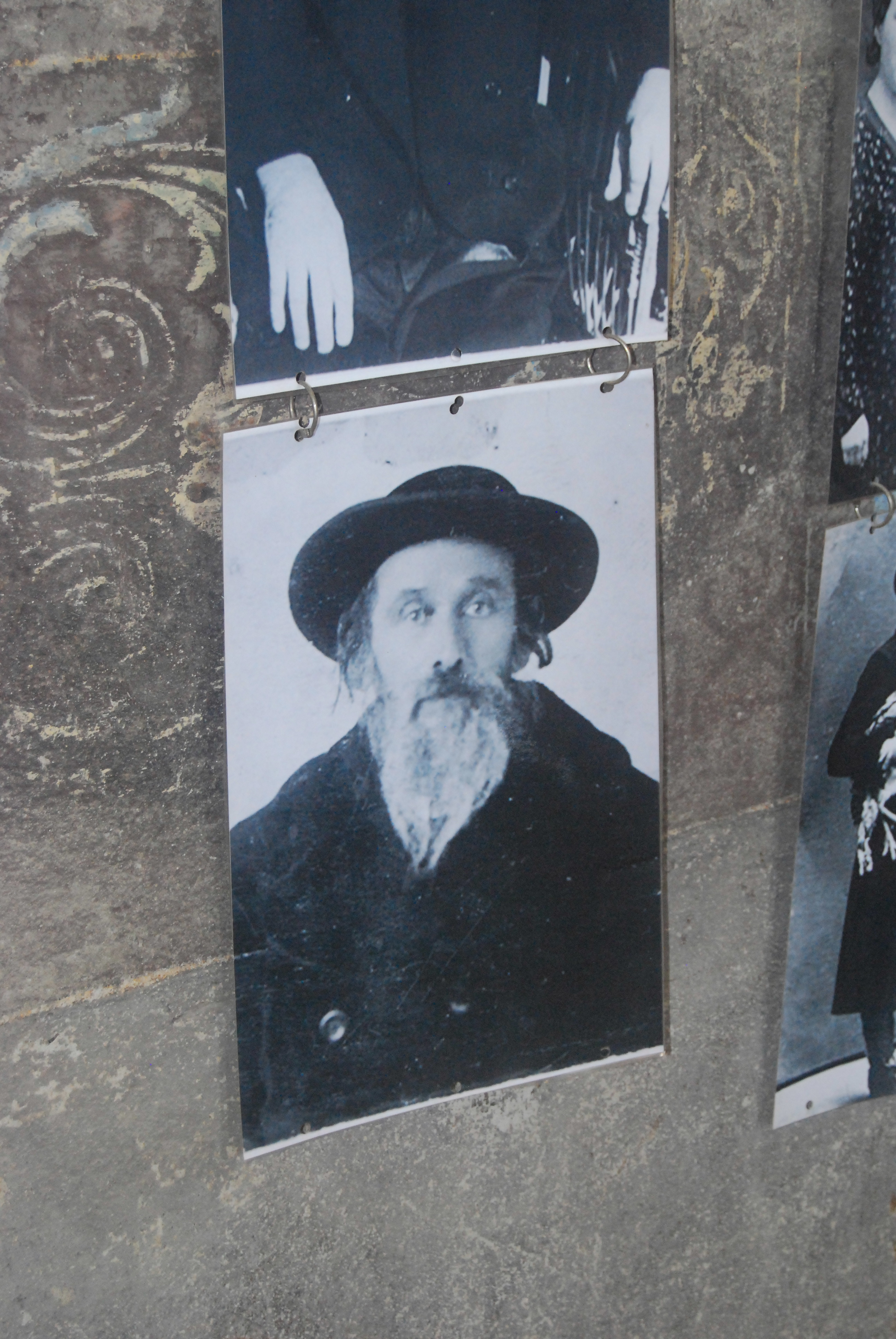
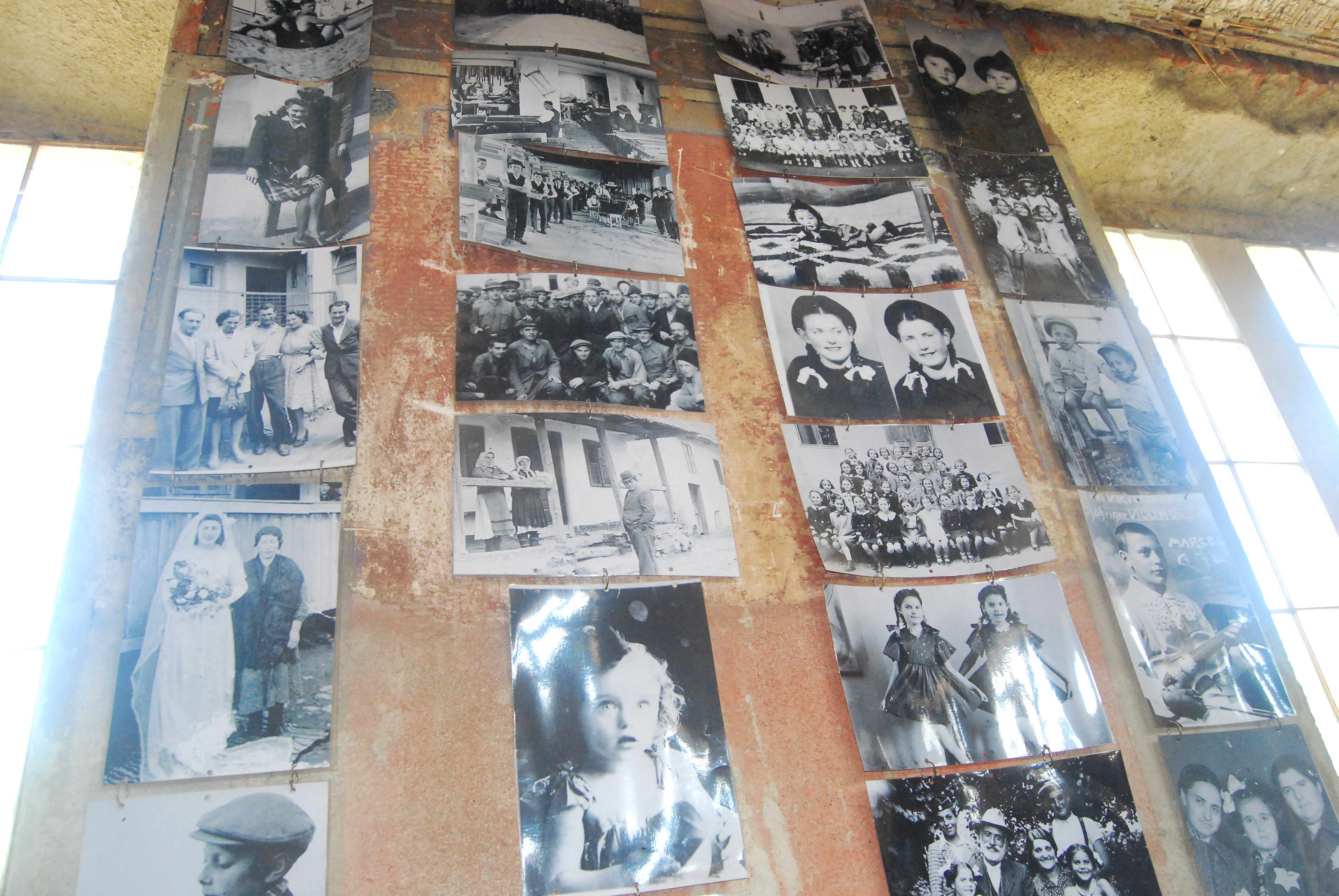
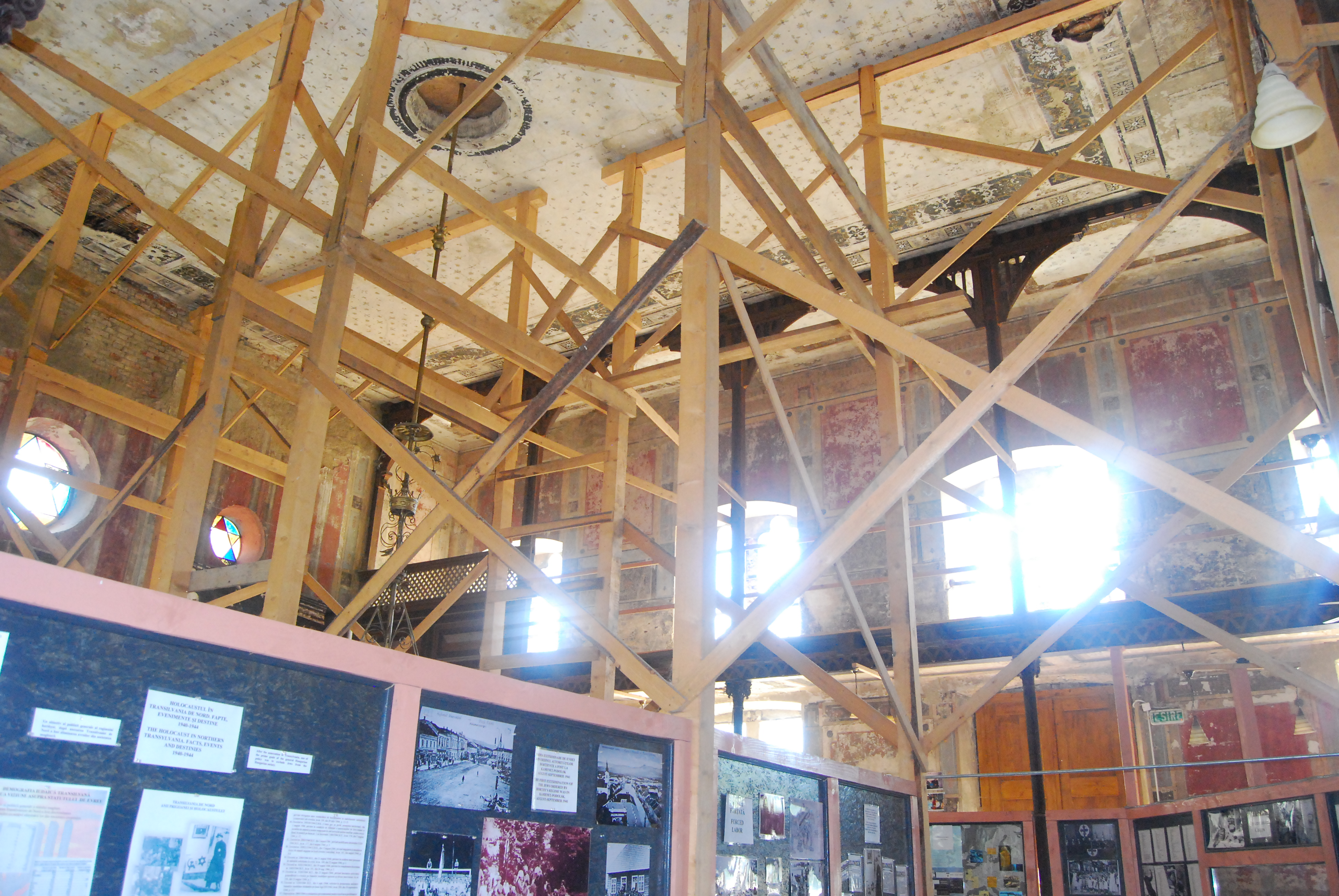
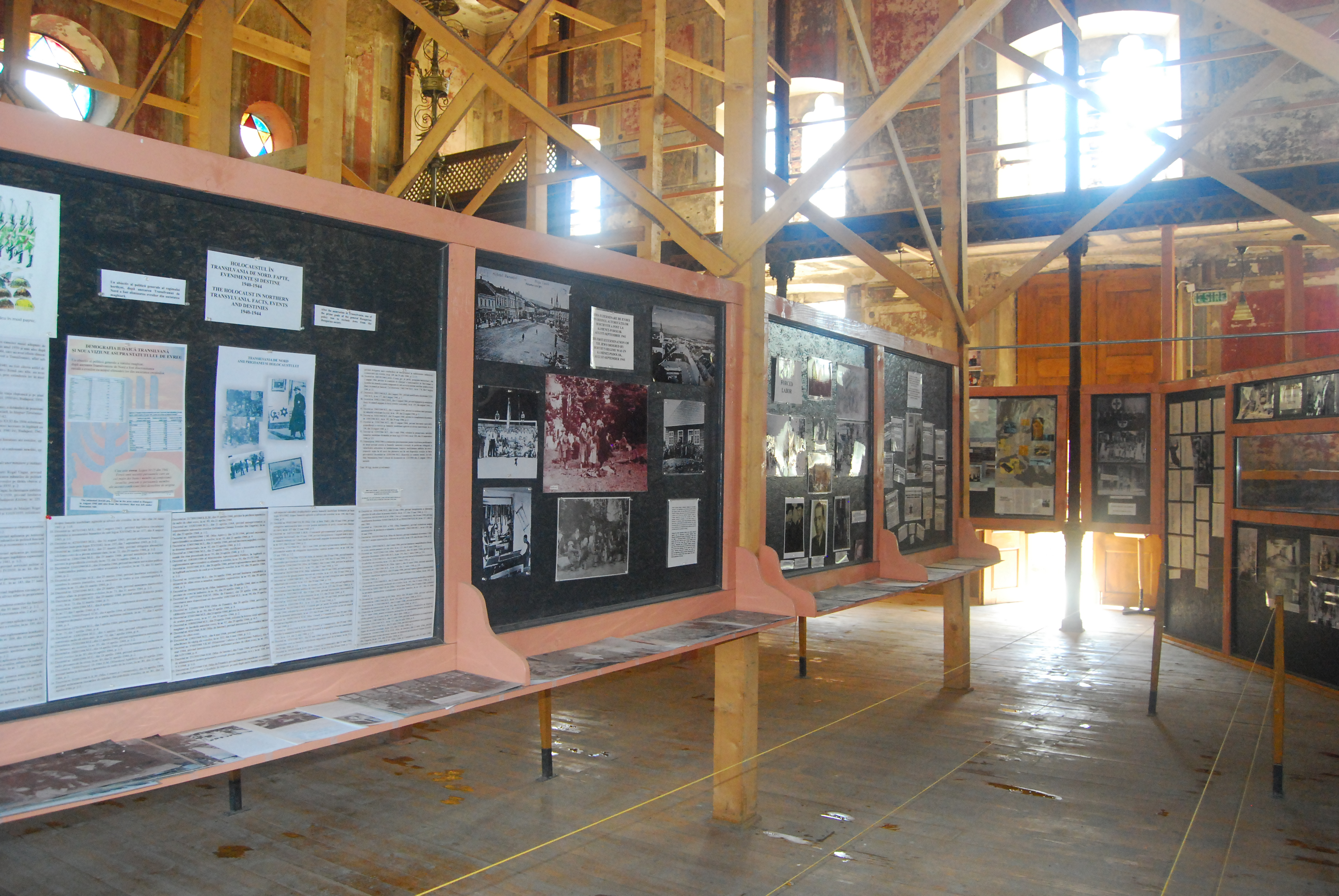
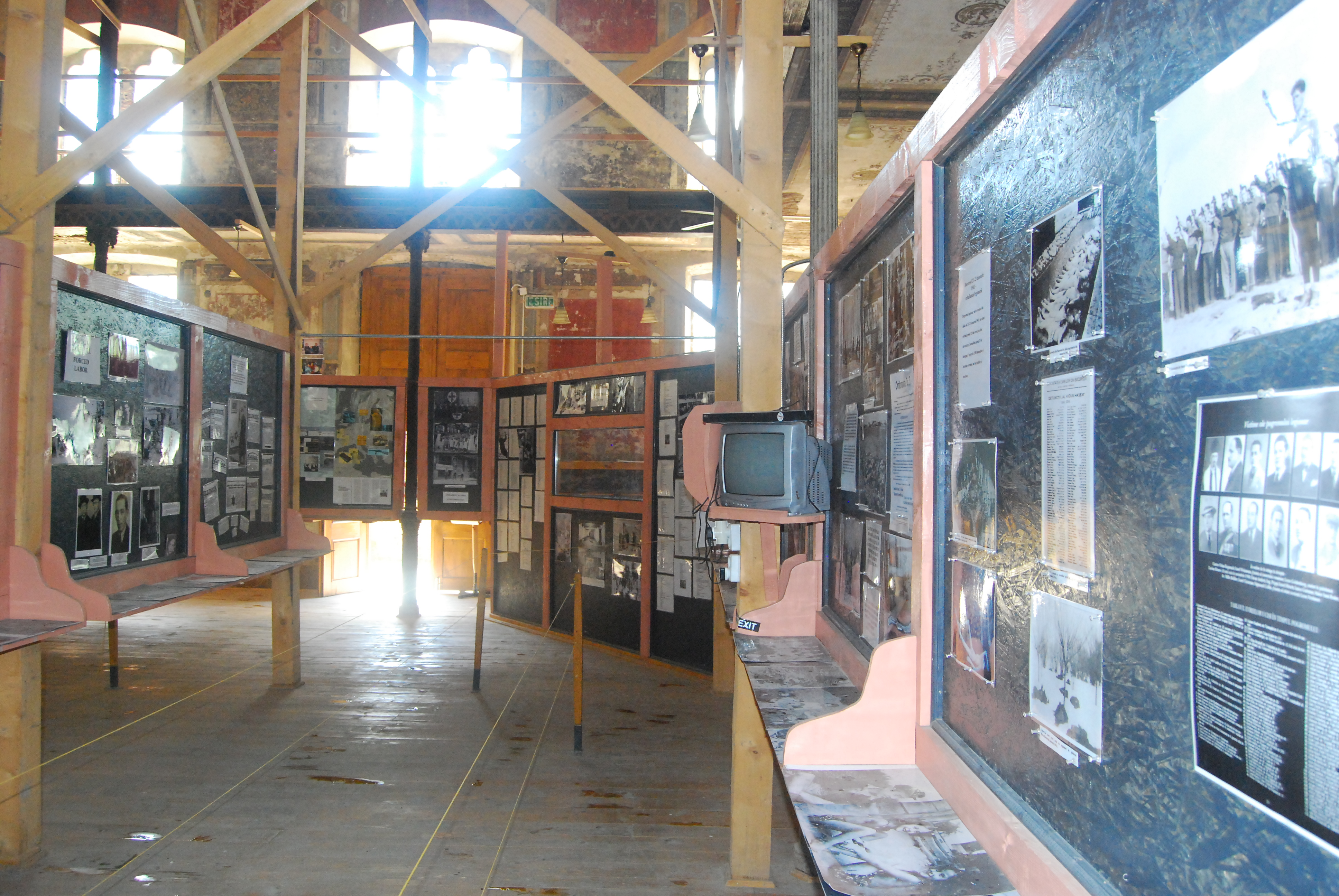
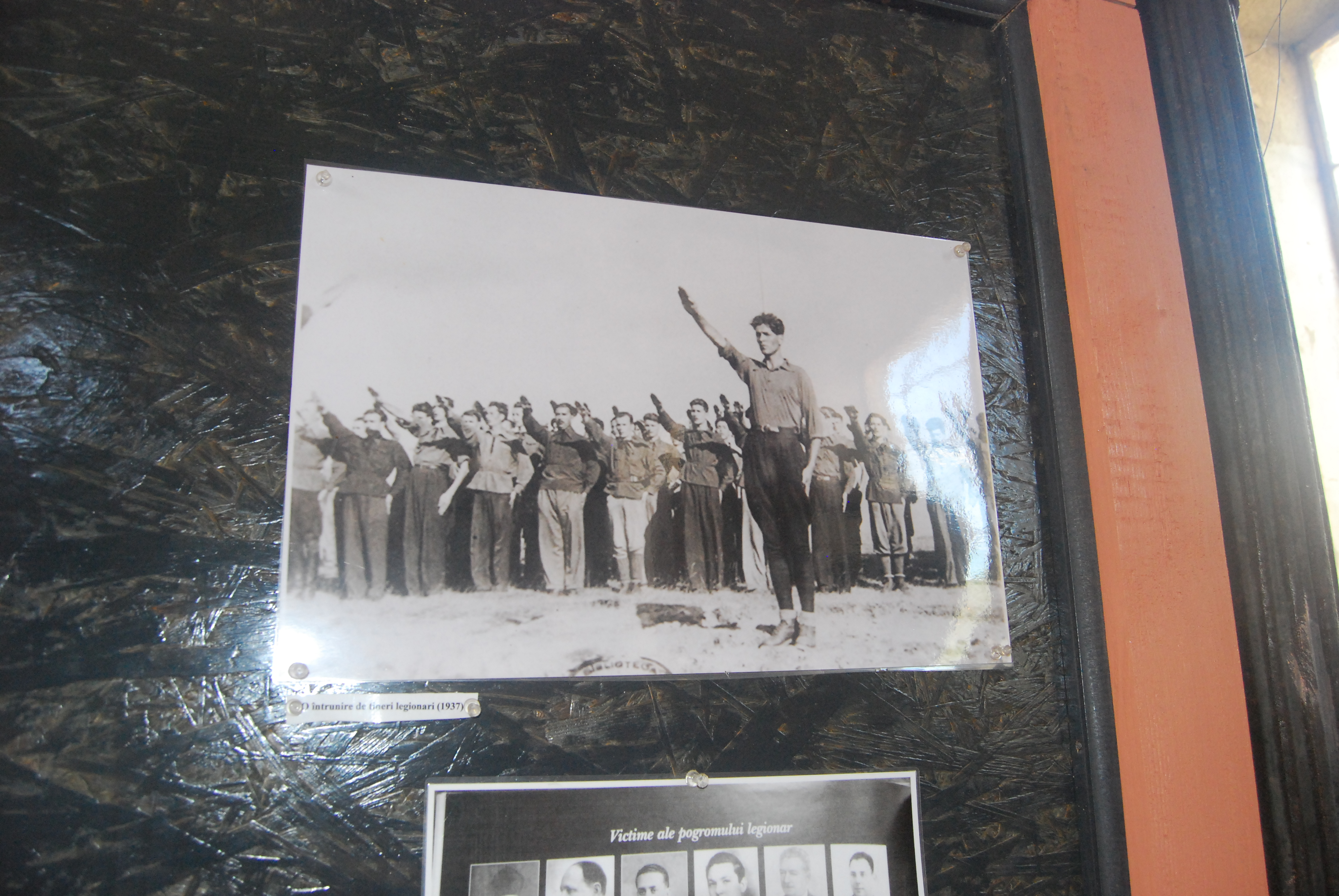
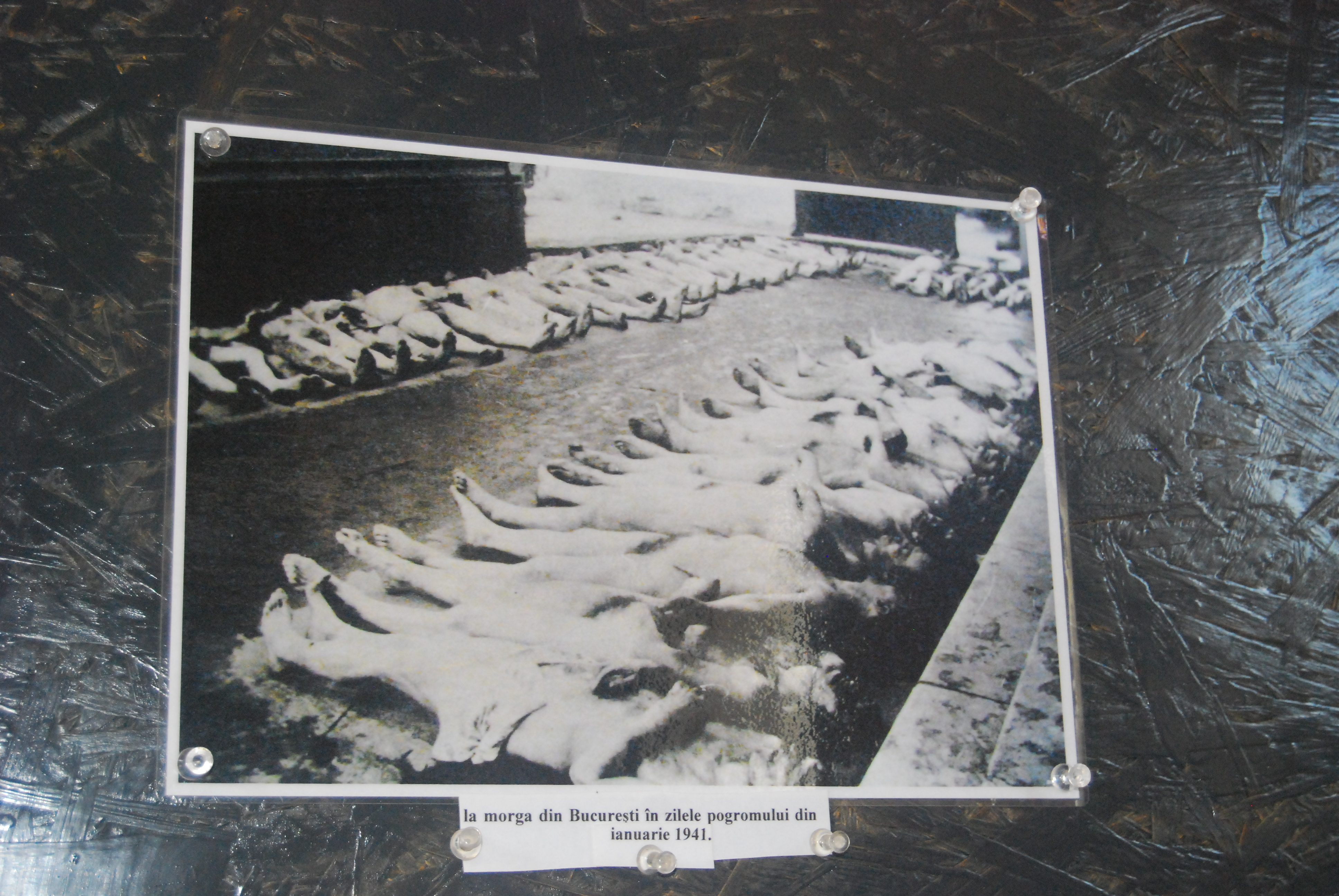
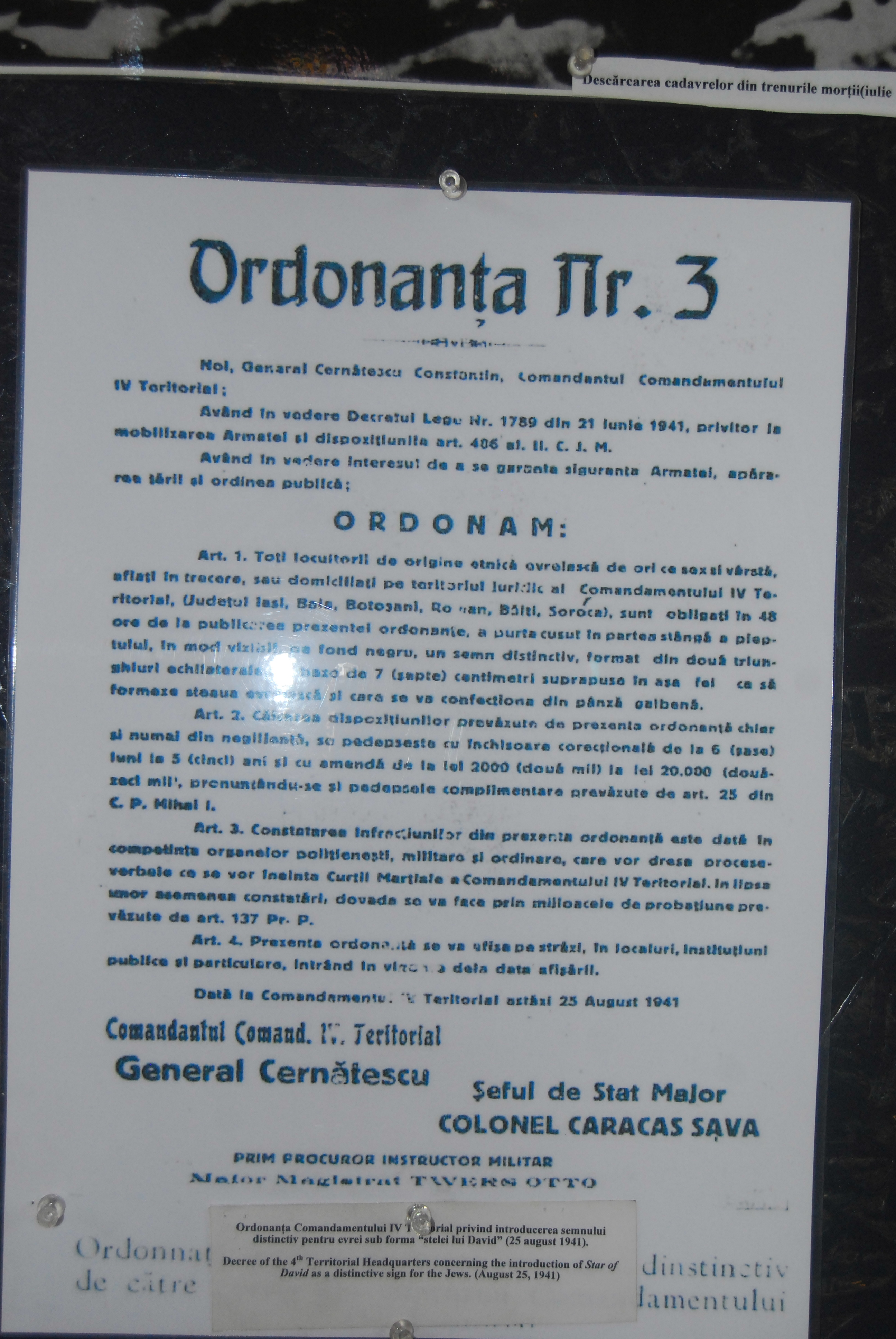
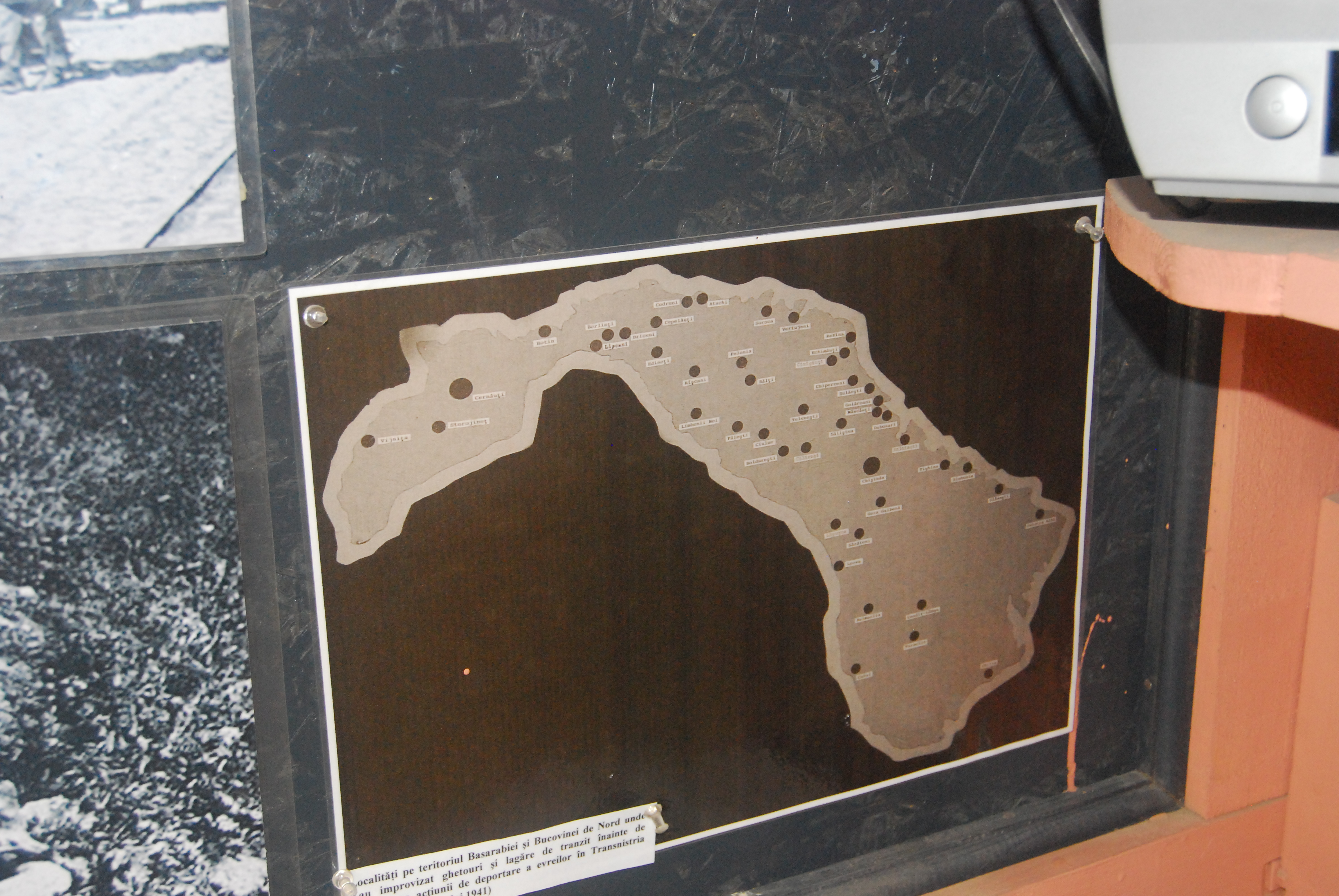
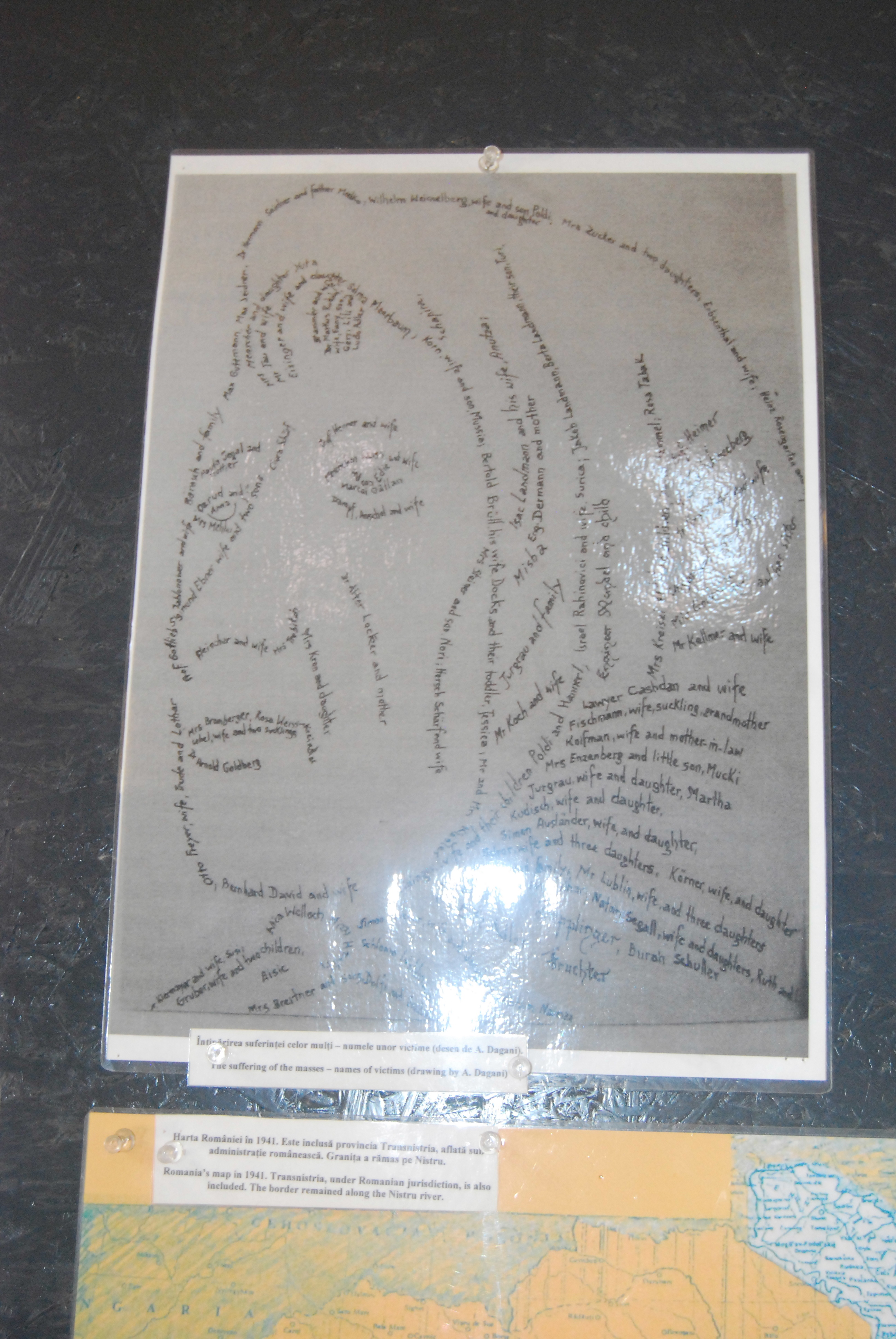
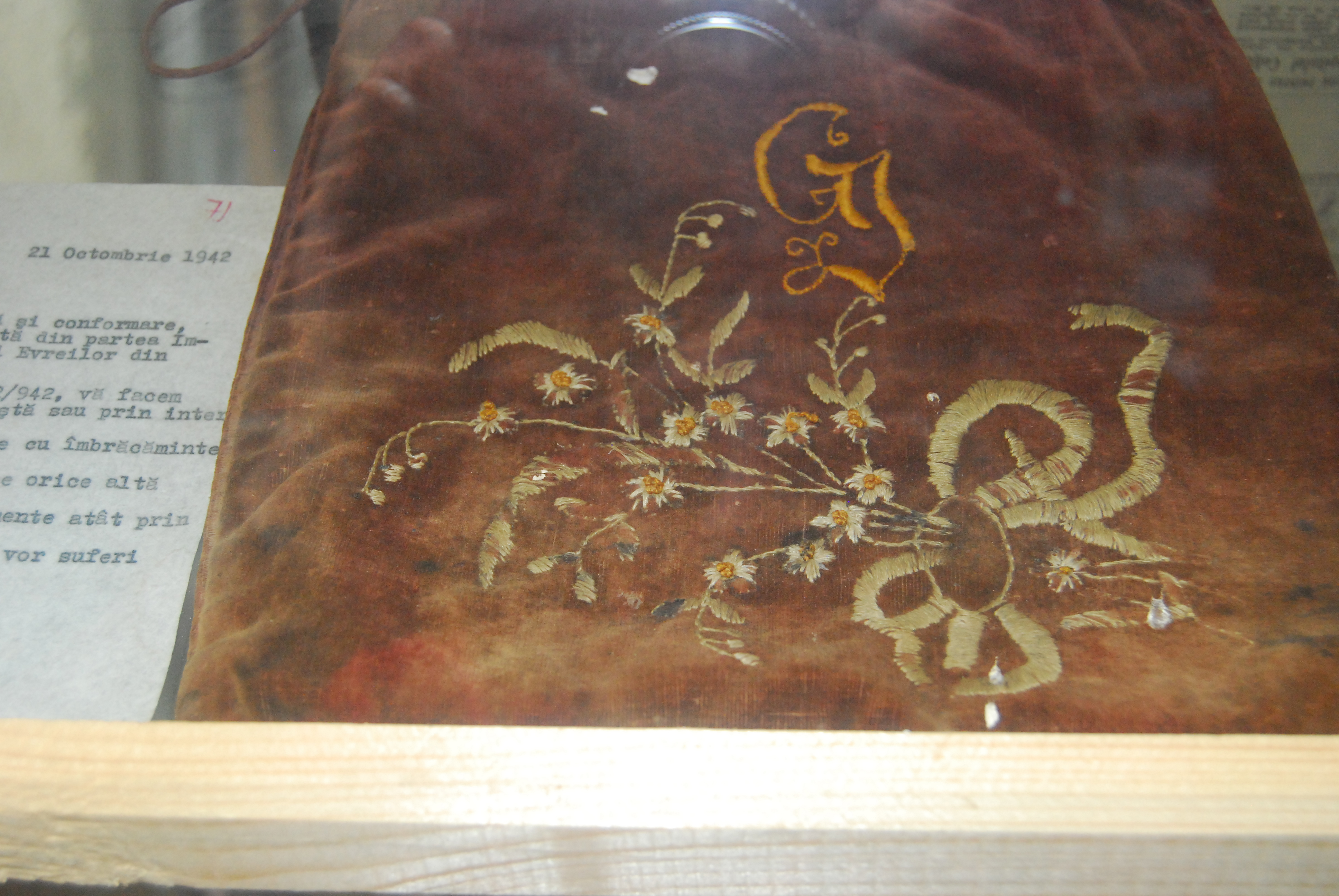
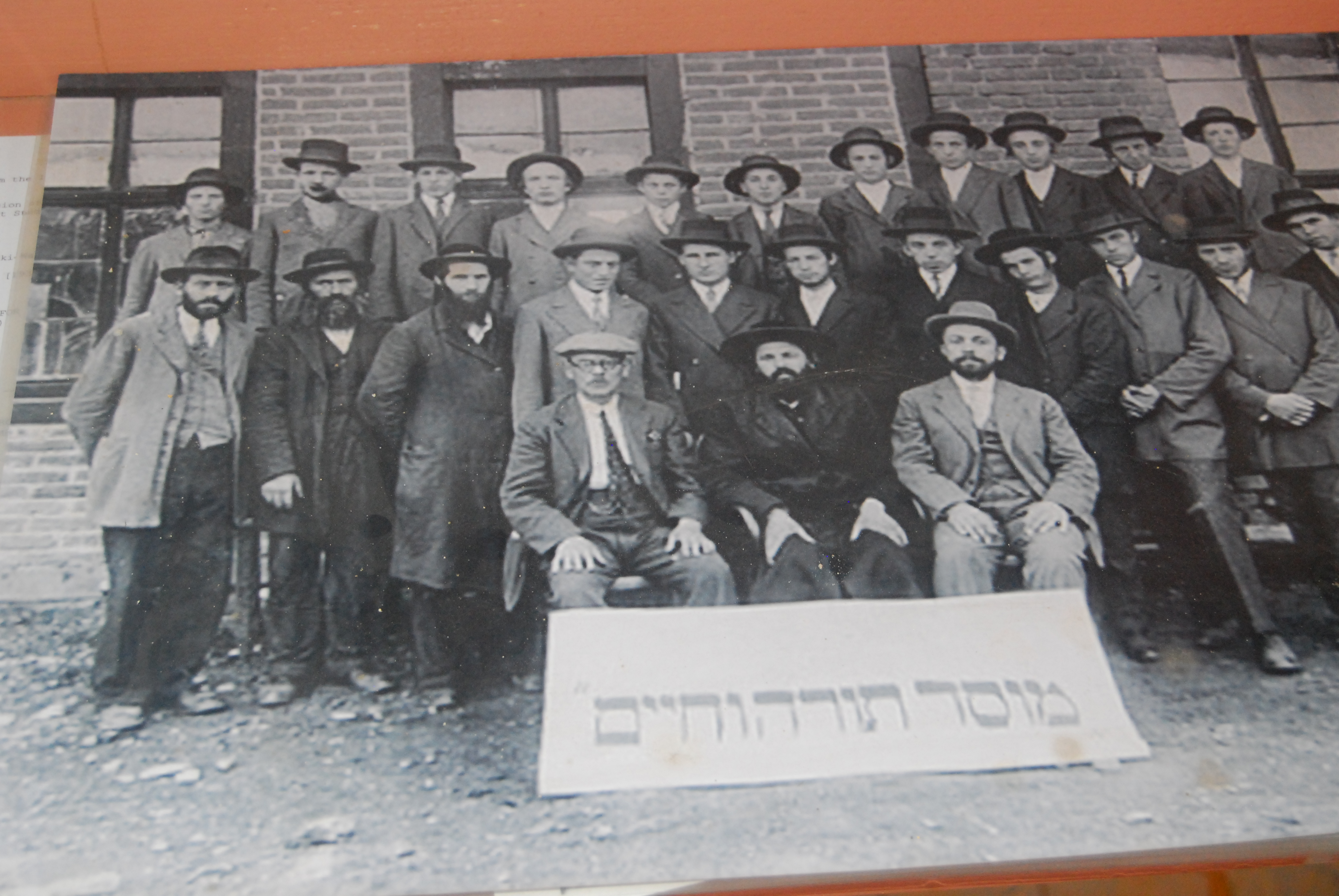
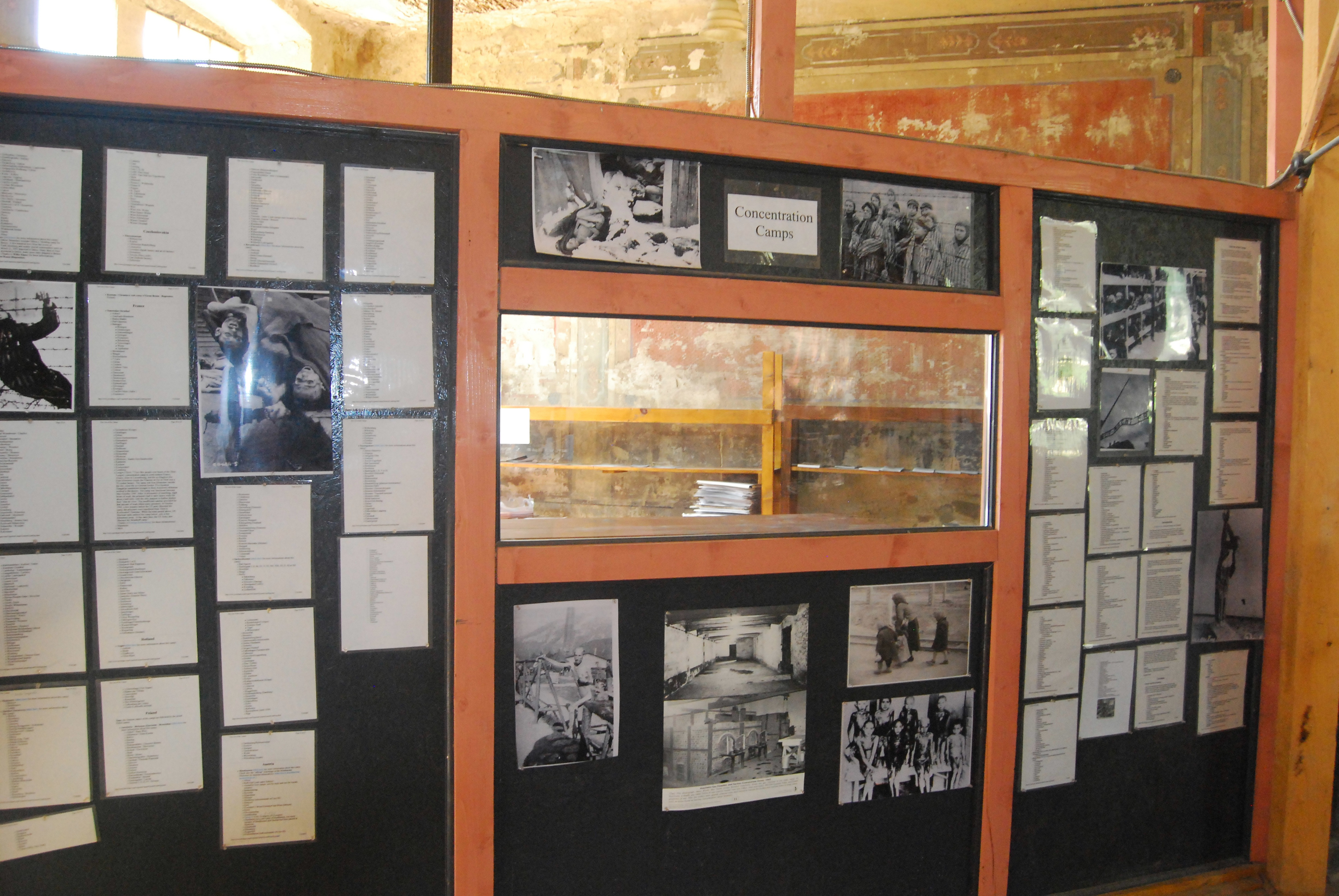
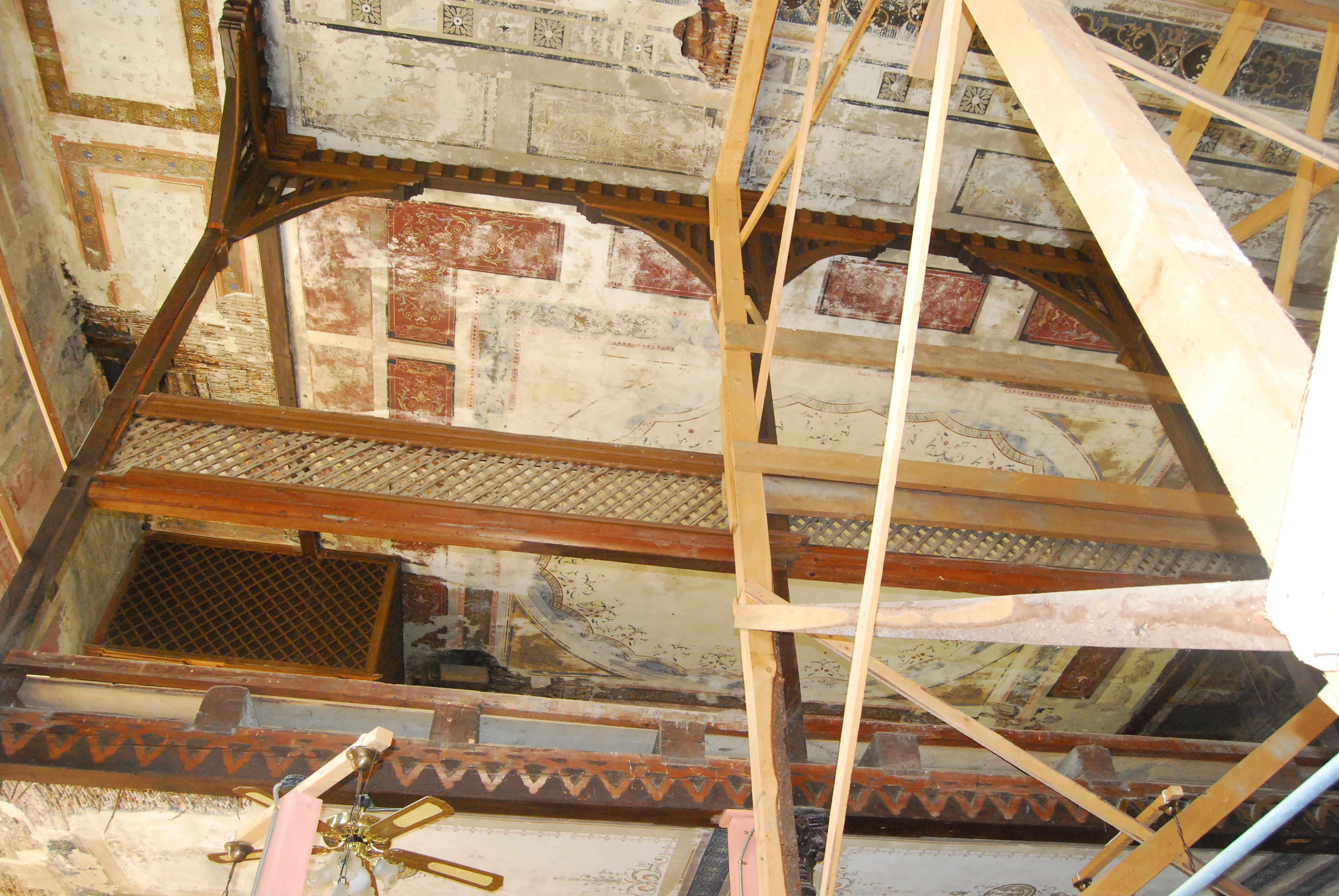
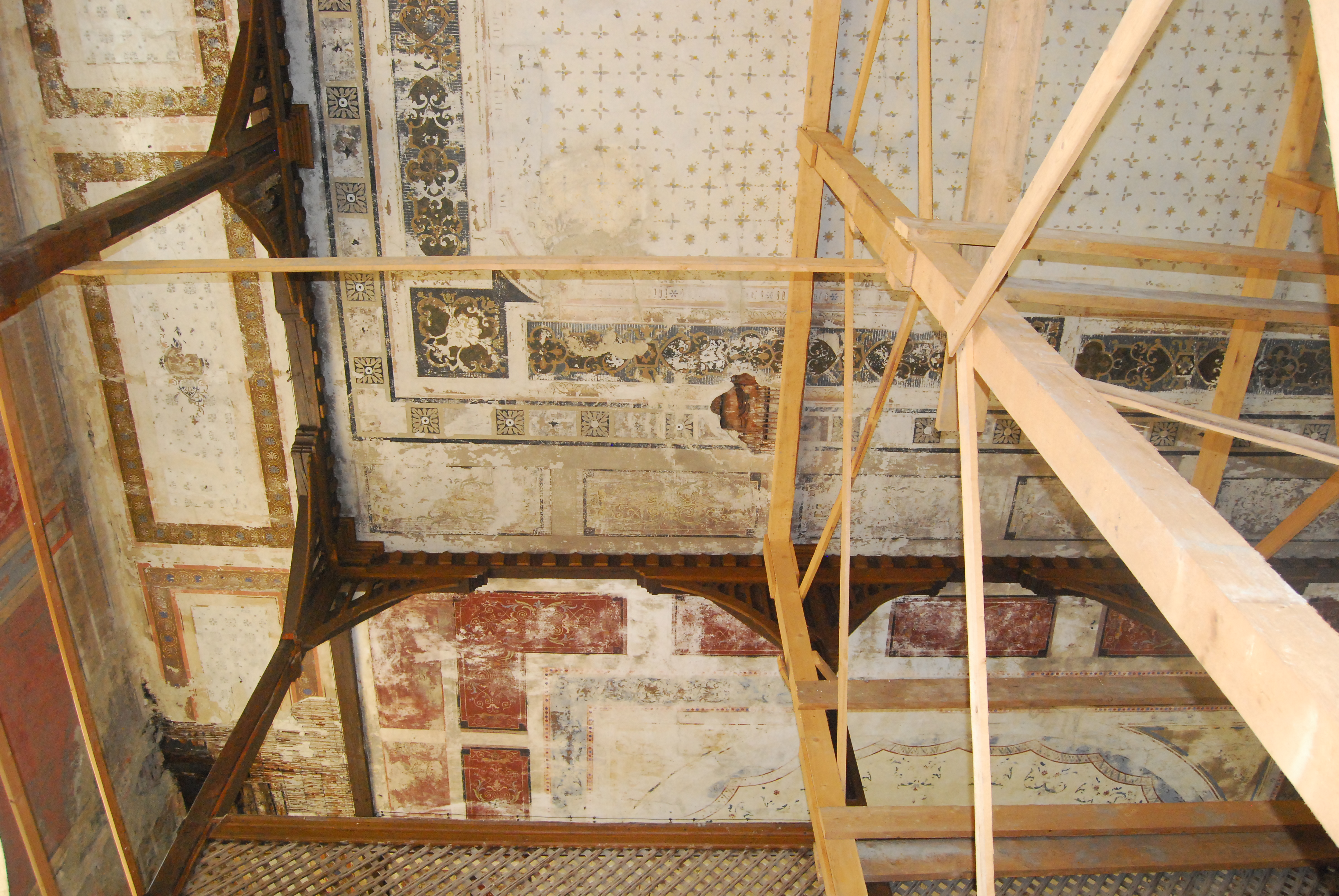
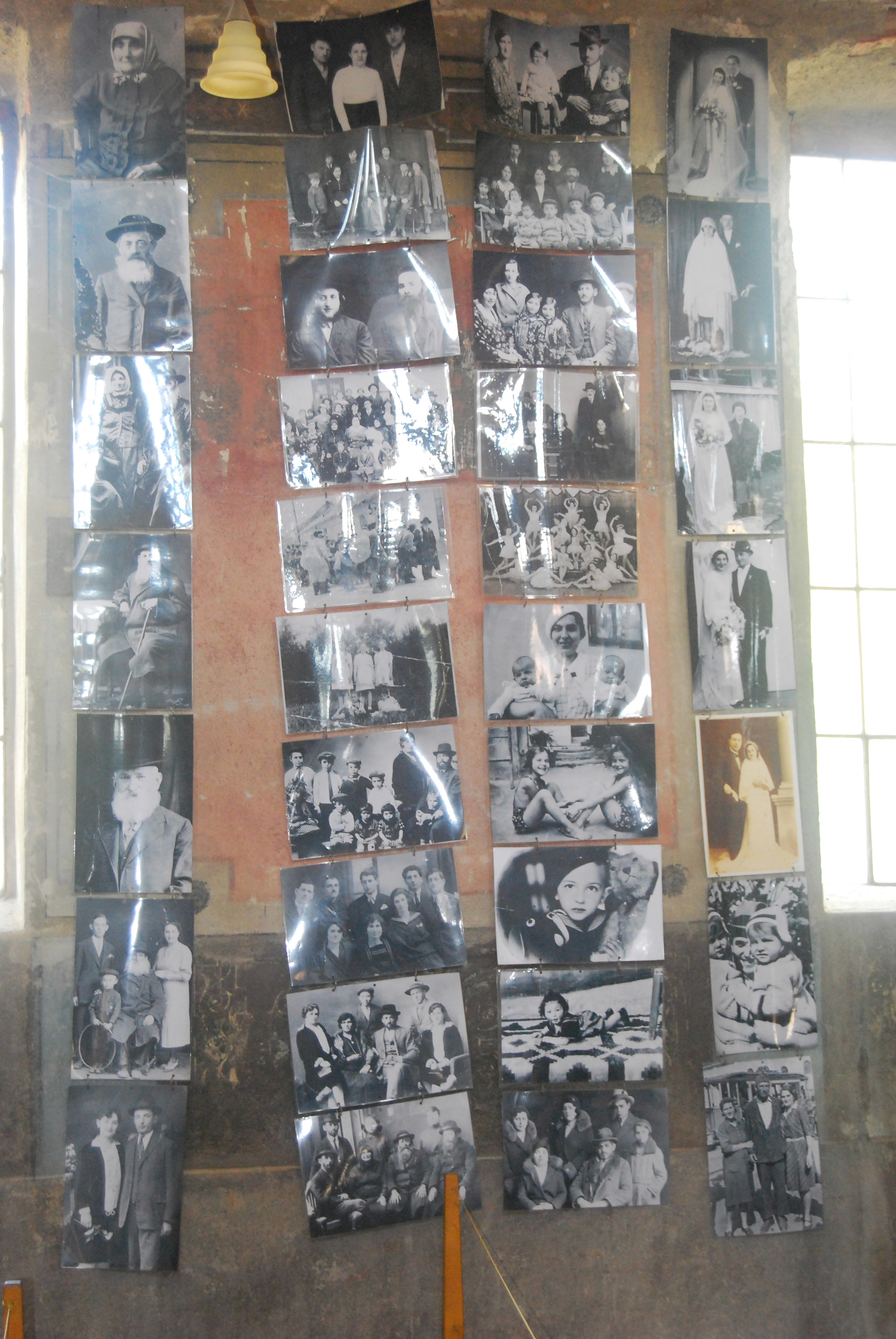
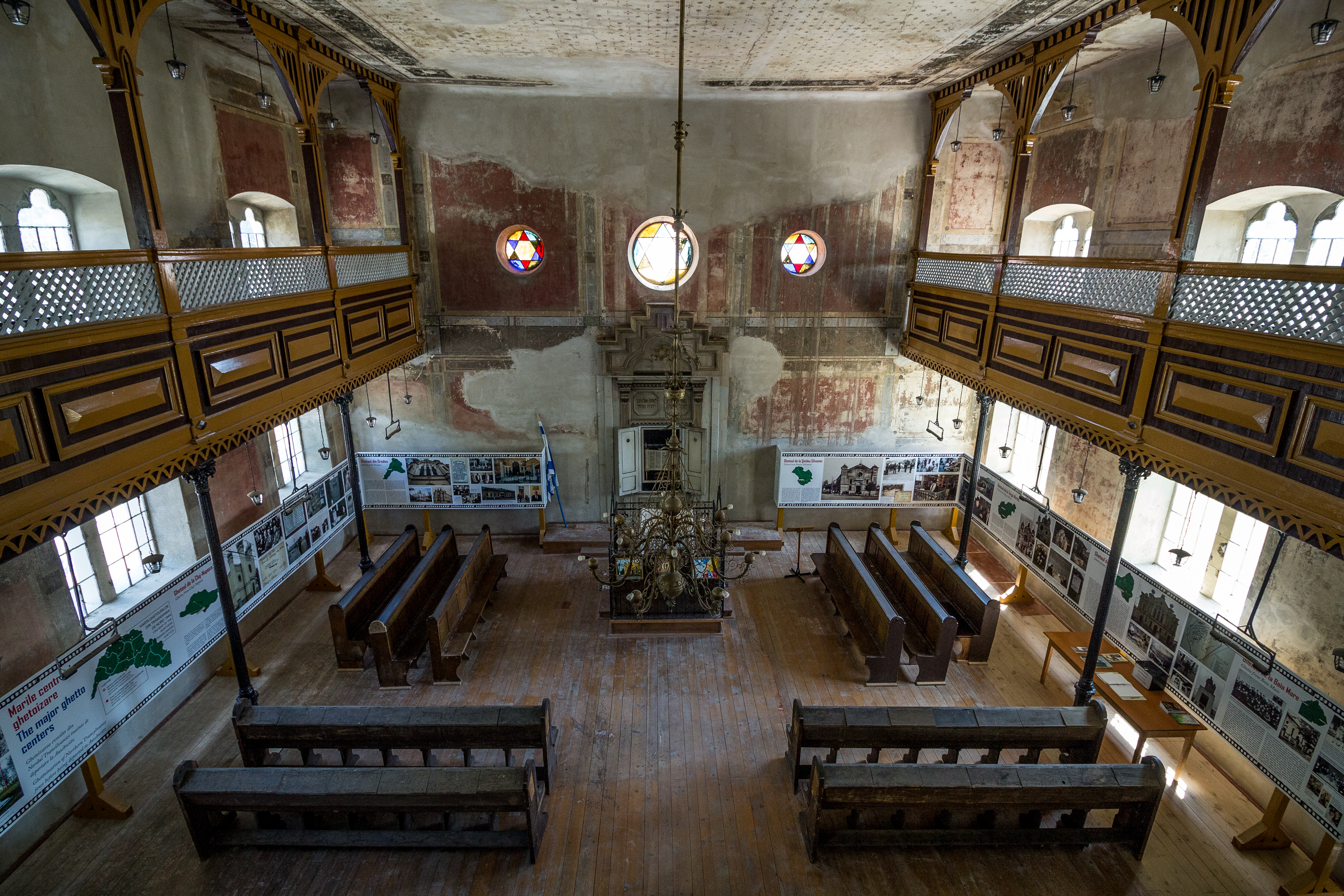
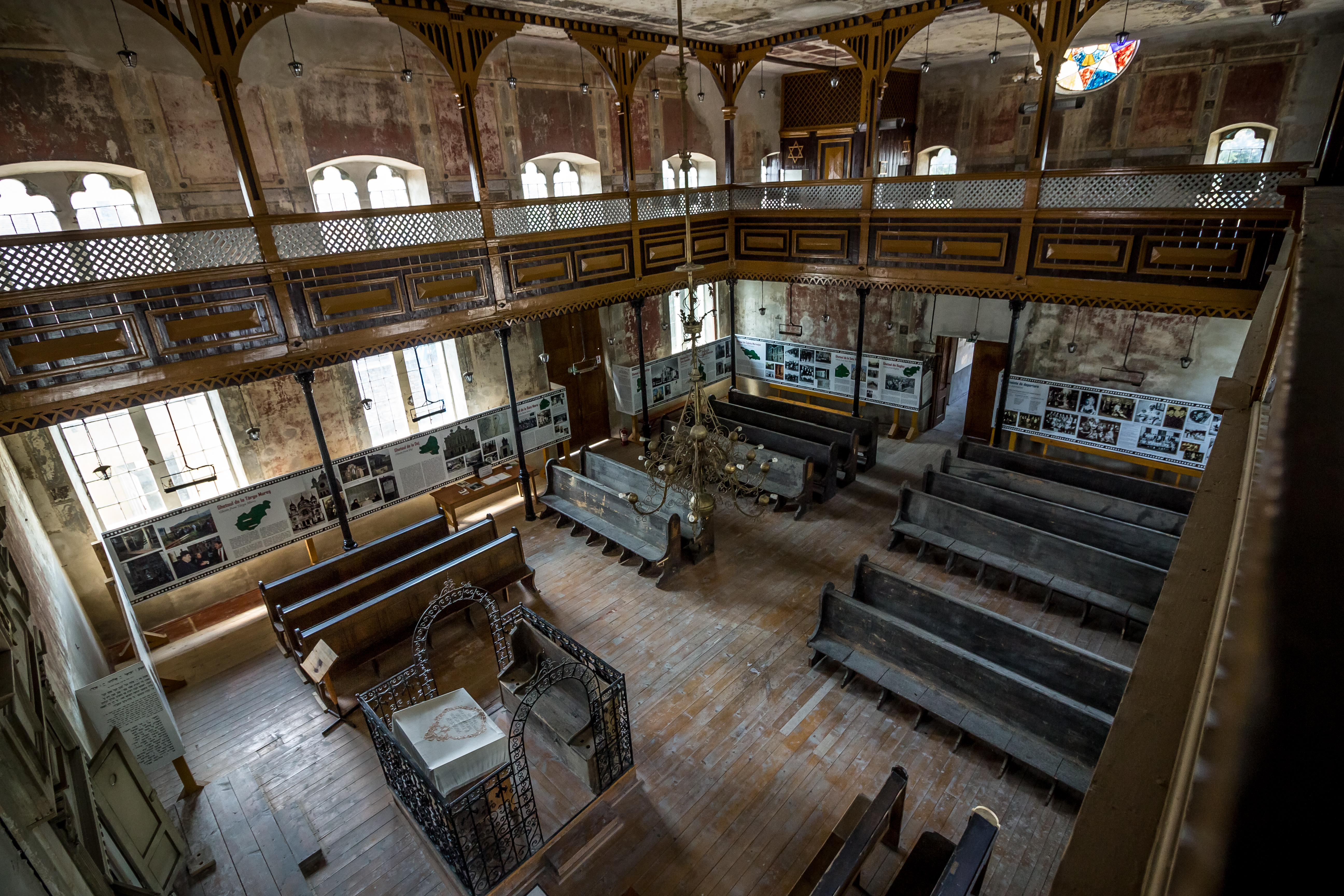
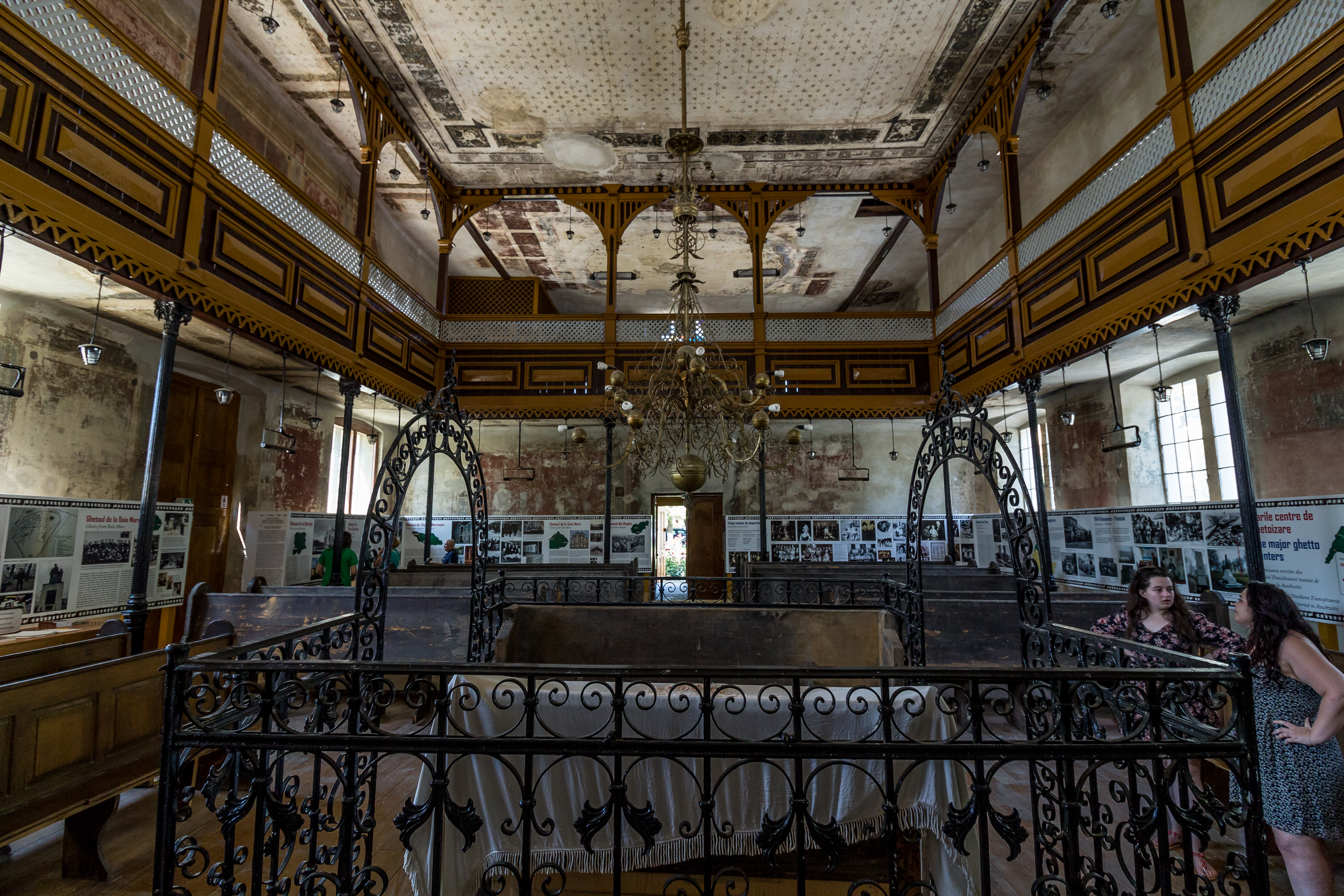
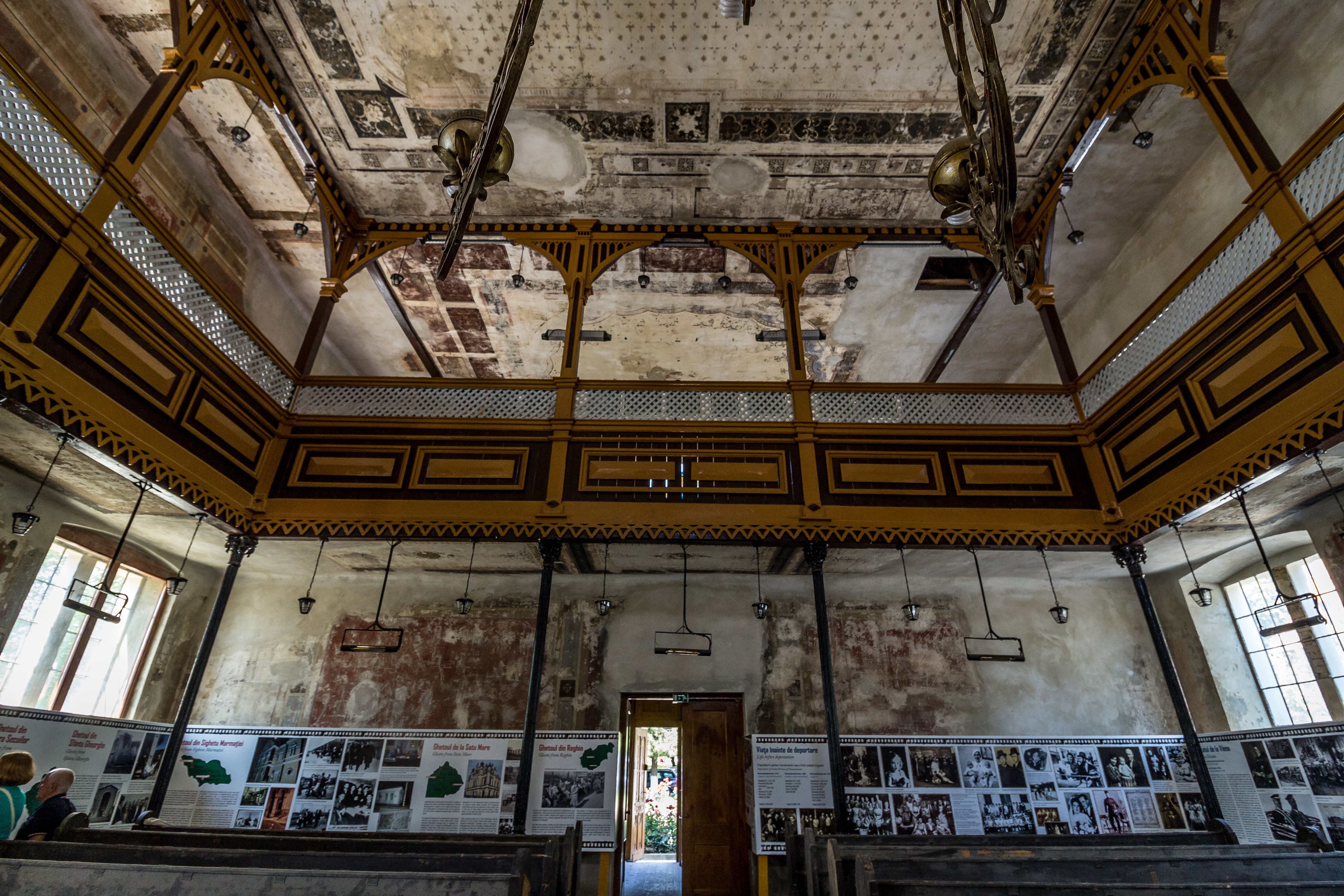